# Liste der Biografien/Ama
Liste der Biografien |
Portal Biografien |
Personensuche
# |
A |
B |
C |
D |
E |
F |
G |
H |
I |
J |
K |
L |
M |
N |
O |
P |
Q |
R |
S |
T |
U |
V |
W |
X |
Y |
Z |
?
 
Aa |
Ab |
Ac |
Ad |
Ae |
Af |
Ag |
Ah |
Ai |
Aj |
Ak |
Al |
Am |
An |
Ao |
Ap |
Aq |
Ar |
As |
At |
Au |
Av |
Aw |
Ax |
Ay |
Az
 
Ama |
Amb |
Amc |
Amd |
Ame |
Amf |
Amg |
Amh |
Ami |
Amj |
Amk |
Aml |
Amm |
Amn |
Amo |
Amp |
Amr |
Ams |
Amt |
Amu |
Amw |
Amy |
Amz
Die Liste der Biografien führt alle Personen auf, die in der deutschsprachigen Wikipedia einen Artikel haben. Dieses ist eine Teilliste mit 606 Einträgen von Personen, deren Namen mit den Buchstaben „Ama“ beginnt.

## Ama
- Ama, Feliciano (1881–1932), salvadorianischer Revolutionär
- Ama, Jean-Baptiste (1926–2004), kamerunischer Geistlicher, römisch-katholischer Bischof von Ebolowa-Kribi
- Ama, Sadie (* 1987), englische R&B-Sängerin
- Ama, Shola (* 1979), britische Sängerin
- Ama, Tukaka, Politiker der Cookinseln
- Ama-duga, Ehefrau des Šamši-Adad I.
- Ama…, antiker griechischer Vasenmaler oder Töpfer

### Amaa
- Amaar, Ahmed (* 1997), libyscher Leichtathlet

### Amab
- Amable, Antenor (1900–1985), chilenischer Fußballspieler
- Amable, Bruno (* 1961), französischer Ökonom

### Amac
- Amachaibou, Abdenour (* 1987), deutsch-marokkanischer Fußballspieler
- Amacher, Andrea (* 1969), Schweizer Distanz-Reiterin
- Amacher, Maryanne (1938–2009), US-amerikanische Komponistin und Musikerin
- Amacher, Urs (* 1949), Schweizer Historiker
- Amacker, Kathrin (* 1962), Schweizer Politikerin und Managerin
- Amaçtan, Ömer (* 2001), türkischer Langstreckenläufer

### Amad
- Amad, Thapelo, südafrikanischer Politiker
- Amada, Bless (* 1997), deutscher Schauspieler togoischer Abstammung
- Amada, Ibrahim (* 1990), madagassischer Fußballspieler
- Amadé de Várkonyi, Antal (1760–1835), ungarischer Graf, Präfekt von Zagreb und Theatergründer
- Amade von Várkonyi, Ladislaus (1703–1764), Dichter
- Amade, Albert d’ (1856–1941), französischer General
- Amade, Alfons (* 1999), deutsch-mosambikanischer Fußballspieler
- Amade, Christophe (* 1961), kongolesischer Ordensgeistlicher und Bischof von Kalemie-Kirungu
- Amade, Louis (1915–1992), französischer Schriftsteller und Liedtexter
- Amadei, Amedeo (1921–2013), italienischer Fußballspieler und -trainer
- Amadei, Gianni, italienischer Visagist, Regieassistent und Filmregisseur
- Amadei, Karl von (1723–1796), kaiserlich-habsburgischer Offizier, zuletzt Feldmarschallleutnant
- Amadei, Michelangelo (1586–1642), italienischer Komponist des Frühbarock
- Amadei, Roberto (1933–2009), italienischer Geistlicher und römisch-katholischer Bischof von Bergamo
- Amadeo, Giovanni Antonio (1447–1522), italienischer Bildhauer und Baumeister
- Amades, Joan (1890–1959), katalanischer Ethnologe und Folklorist
- Amadeu, Gésio (1947–2020), brasilianischer Schauspieler
- Amadeu, Ramon (1745–1821), katalanischer Bildhauer
- Amadeus (* 1962), italienischer Radio- und Fernsehmoderator
- Amadeus I. († 1051), Graf von Savoyen
- Amadeus I. (1845–1890), König von SpanienAmadeus I. (1845–1890)

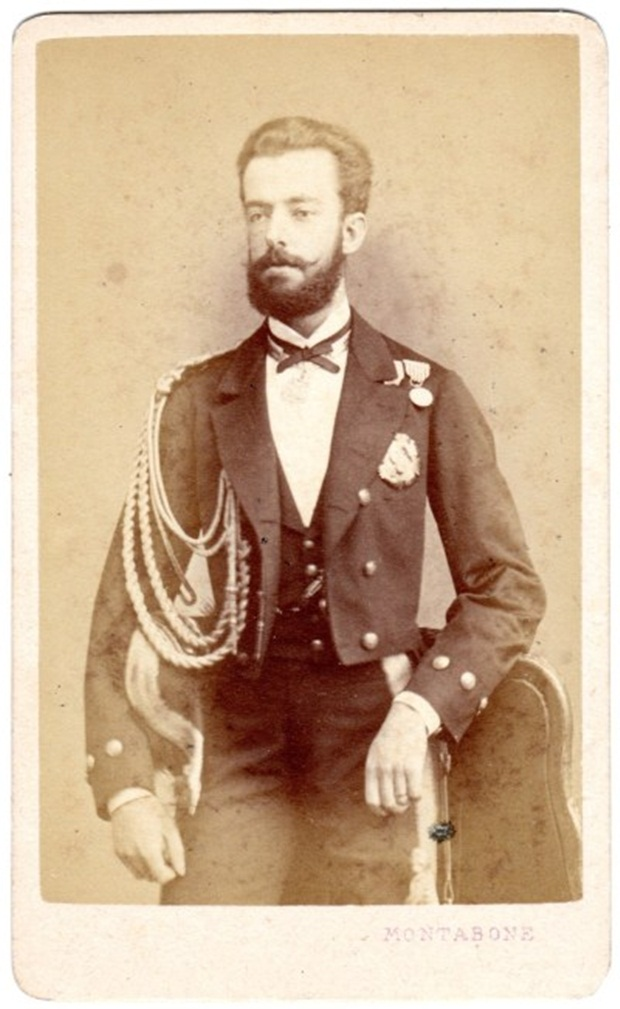
Amadeus I. (1845–1890)

- Amadeus II. († 1080), Graf von Savoyen (1078–1080)
- Amadeus II. (1130–1195), Herr von Montfaucon, Graf von Mömpelgard
- Amadeus III. († 1148), Graf von Savoyen
- Amadeus III. (1311–1367), Graf von Genf
- Amadeus IV. († 1253), Graf von Savoyen
- Amadeus IX. (1435–1472), Herzog von Savoyen
- Amadeus V. († 1323), Graf von Savoyen
- Amadeus VI. (1334–1383), Graf von Savoyen (1343–1383)
- Amadeus VII. (1360–1391), Graf von Savoyen (1383–1391)
- Amadeus VIII. (1383–1451), Herzog von Savoyen, Kardinalbischof, GegenpapstAmadeus VIII. (1383–1451)

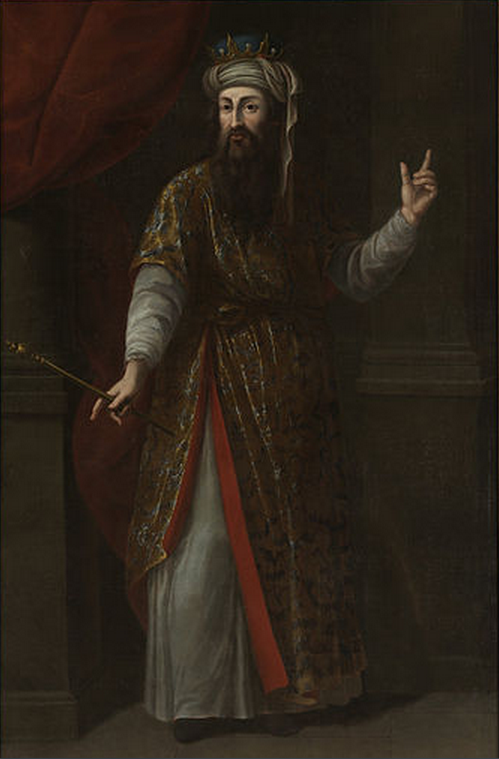
Amadeus VIII. (1383–1451)

- Amadeus von Lausanne († 1159), katholischer Bischof von Lausanne
- Amadeus von Roussillon († 1281), Bischof von Valence und Die
- Amadeus, Rambo (* 1963), montenegrinischer Sänger und Komponist
- Amadhila, Matti, namibischer Politiker und Geistlicher
- Amadi, Chinaza (* 1987), nigerianische Weitspringerin
- Amadi, Elechi (1934–2016), nigerianischer Schriftsteller
- Amadi, Ferdinand (* 1970), zentralafrikanischer Marathonläufer
- Amadie, Jimmy (1937–2013), US-amerikanischer Jazzmusiker
- Amadin, Nelson (* 2000), niederländischer Fußballspieler
- Amadio da Milano († 1483), italienischer Goldschmied
- Amadio, Greg (* 1981), kanadischer Eishockeyspieler
- Amadio, Ligia (* 1964), brasilianische Dirigentin
- Amadio, Michael (* 1996), kanadischer Eishockeyspieler
- Amadio, Roberto (* 1963), italienischer Radrennfahrer
- Amadio, Silvio (1926–1995), italienischer Filmregisseur und Drehbuchautor
- Amadiume, Ifi (* 1947), nigerianische Autorin, Ethnologin und Feministin
- Amado Vaz, Ilza, são-toméische Politikerin
- Amado, Catarina (* 1999), portugiesische Fußballspielerin
- Amado, Jean (1927–1995), französischer Bildhauer
- Amado, Jorge (1912–2001), brasilianischer Schriftsteller
- Amado, Juan (* 1990), uruguayischer Fußballspieler
- Amadò, Lauro (1912–1971), Schweizer Fussballspieler
- Amado, Luís Filipe Marques (* 1953), portugiesischer Politiker und Außenminister Portugals
- Amado, Marijke (* 1954), niederländische Moderatorin im deutschen FernsehenMarijke Amado (* 1954)

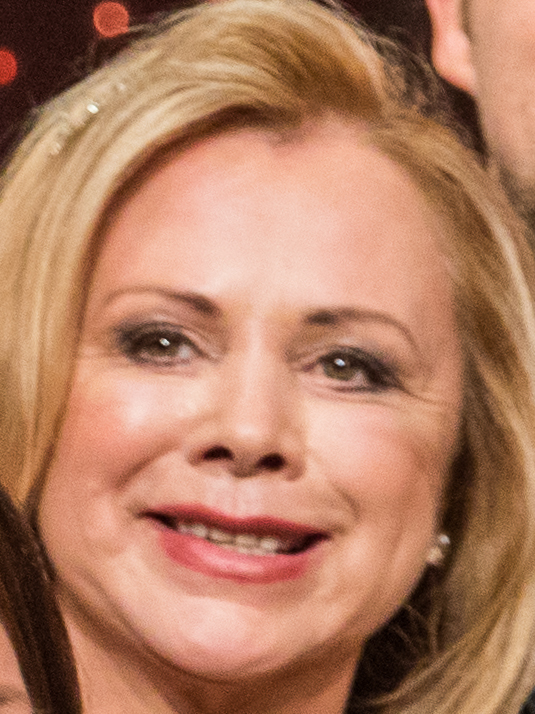
Marijke Amado (* 1954)

- Amado, Matt (* 1983), kanadisch-portugiesischer Eishockeyspieler
- Amado, Miguel (* 1984), uruguayischer Fußballspieler
- Amado, Rodrigo (* 1964), portugiesischer Jazzmusiker
- Amadon, Dean (1912–2003), US-amerikanischer Ornithologe
- Amador Fernández, Rafael (* 1960), spanischer Gitarrist und Sänger
- Amador Flores, Rafael (1959–2018), mexikanischer Fußballspieler
- Amador Sandoval, Armando Cuitlahuac (1897–1981), mexikanischer Botschafter
- Amador y Hernández, Rafael (1856–1923), mexikanischer Geistlicher, Bischof von Huajuapan de León
- Amador, Andrey (* 1986), costa-ricanischer Radrennfahrer
- Amador, Eddie (* 1967), US-amerikanischer House-DJ, Produzent und Remixer
- Amador, Efraín (* 1947), kubanischer Lautenist, Komponist und Musikpädagoge
- Amador, Juan (* 1968), deutscher KochJuan Amador (* 1968)

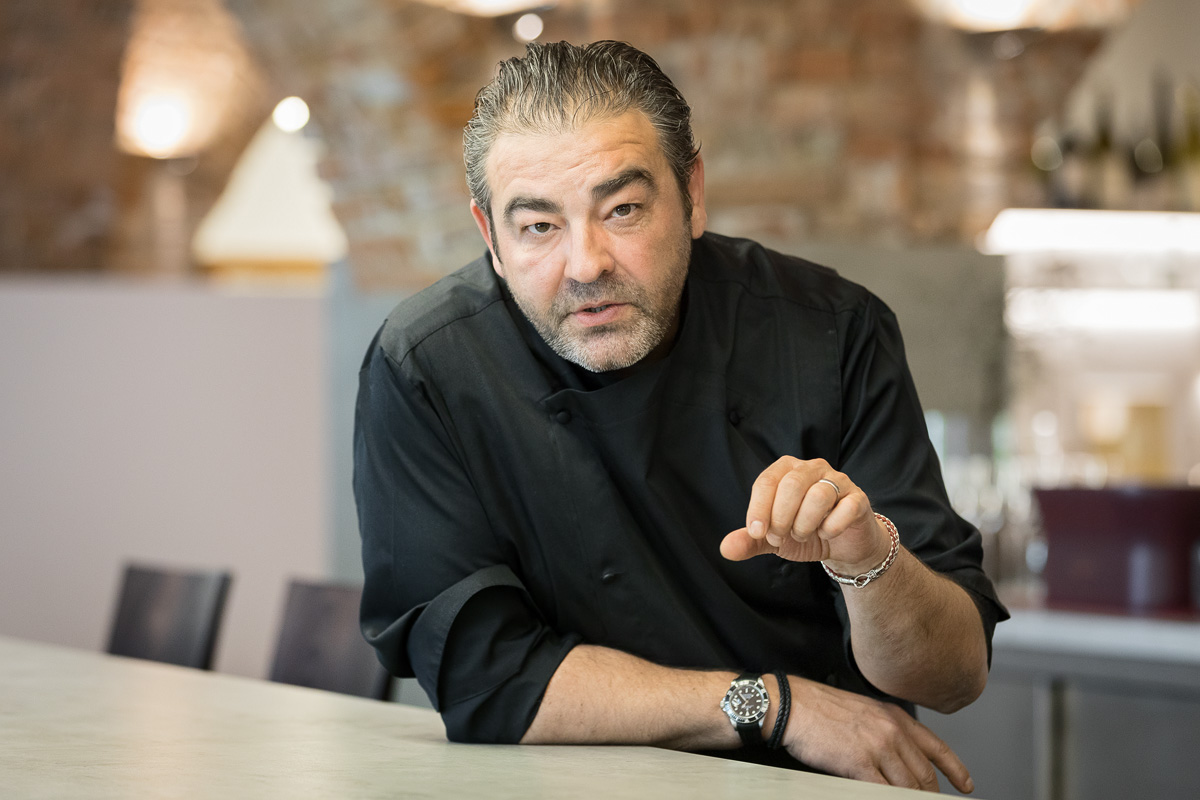
Juan Amador (* 1968)

- Amador, Letícia Silva (* 1988), brasilianische Fußballspielerin
- Amador, Raimundo (* 1959), spanischer Gitarrist und Sänger
- Amador, Susana (* 1967), portugiesische Verwaltungsjuristin und Politikerin (PS)
- Amador, Yara (* 2001), mexikanische Hürdenläuferin
- Amadori, Josef (1921–2007), deutscher Fußballspieler
- Amadori, Luis César (1903–1977), argentinischer Filmemacher, Drehbuchautor und Schriftsteller
- Amadori, Mario (1886–1941), italienischer Chemiker und Pharmazeut
- Amadoro, Ugo (* 1908), italienischer Filmregisseur von Kurzfilmen und Regieassistent sowie Animationsfilmer
- Amadou dan Ténimoun († 1899), Sultan von Zinder
- Amadou Dodo, Kader (* 1989), nigrischer Fußballspieler
- Amadou Lele, Lailatou (* 1983), nigrische Taekwondoin
- Amadou, Aude (* 1980), französische Politikerin
- Amadou, Farida (* 1989), belgische Improvisationsmusikerin (E-Bass, Komposition)
- Amadou, Hama (1950–2024), nigrischer Politiker, Premierminister Nigers
- Amadou, Ibrahim (* 1993), französischer Fußballspieler
- Amadou, Jean (1929–2011), französischer Sänger und Humorist
- Amadou, Marou (* 1972), nigrischer Jurist, Politiker und Diplomat
- Amadou, Moudachirou (* 1971), beninischer Fußballspieler
- Amadou, Ousmane (* 1970), nigrischer Wirtschaftswissenschaftler und Politiker
- Amadouni, Garabed (1900–1984), türkisch-armenischer Geistlicher, Apostolischer Exarch von Frankreich
- Amadu, Salid (* 1999), österreichischer Fußballspieler
- Amaducci, Bruno (1925–2019), Schweizer Dirigent und Musiker
- Amaducci, Luigi (1924–2010), italienischer Geistlicher, Erzbischof von Ravenna-Cervia
- Amadyar, Tamina (* 1989), deutsche Malerin

### Amae
- Amaechi, John (* 1970), englischer Basketballspieler
- Amaechi, Obiageri (* 1999), nigerianische Diskuswerferin US-amerikanischer Herkunft
- Amaechi, Xavier (* 2001), englischer Fußballspieler
- Amaev, Said-Muhmat (* 1960), moldauischer Politiker (PCRM)

### Amaf
- Amafinius, Gaius, römischer Schriftsteller

### Amag
- Amagai, Kazuki (* 1990), japanischer Bahnradsportler
- Amagasa, Taiki (* 2000), japanischer Fußballspieler
- Amagat, Émile Hilaire (1841–1915), französischer Physiker
- Amage, sarmatische Königin
- Amaghlobeli, Msia (* 1975), georgische Journalistin und Medienunternehmerin
- Amagoalik, John (* 1947), politischer Aktivist für die Rechte der Inuit

### Amah
- Amah, Dubem (* 2008), irischer Sprinter

### Amai
- Amaia (* 1999), spanische PopsängerinAmaia (* 1999)

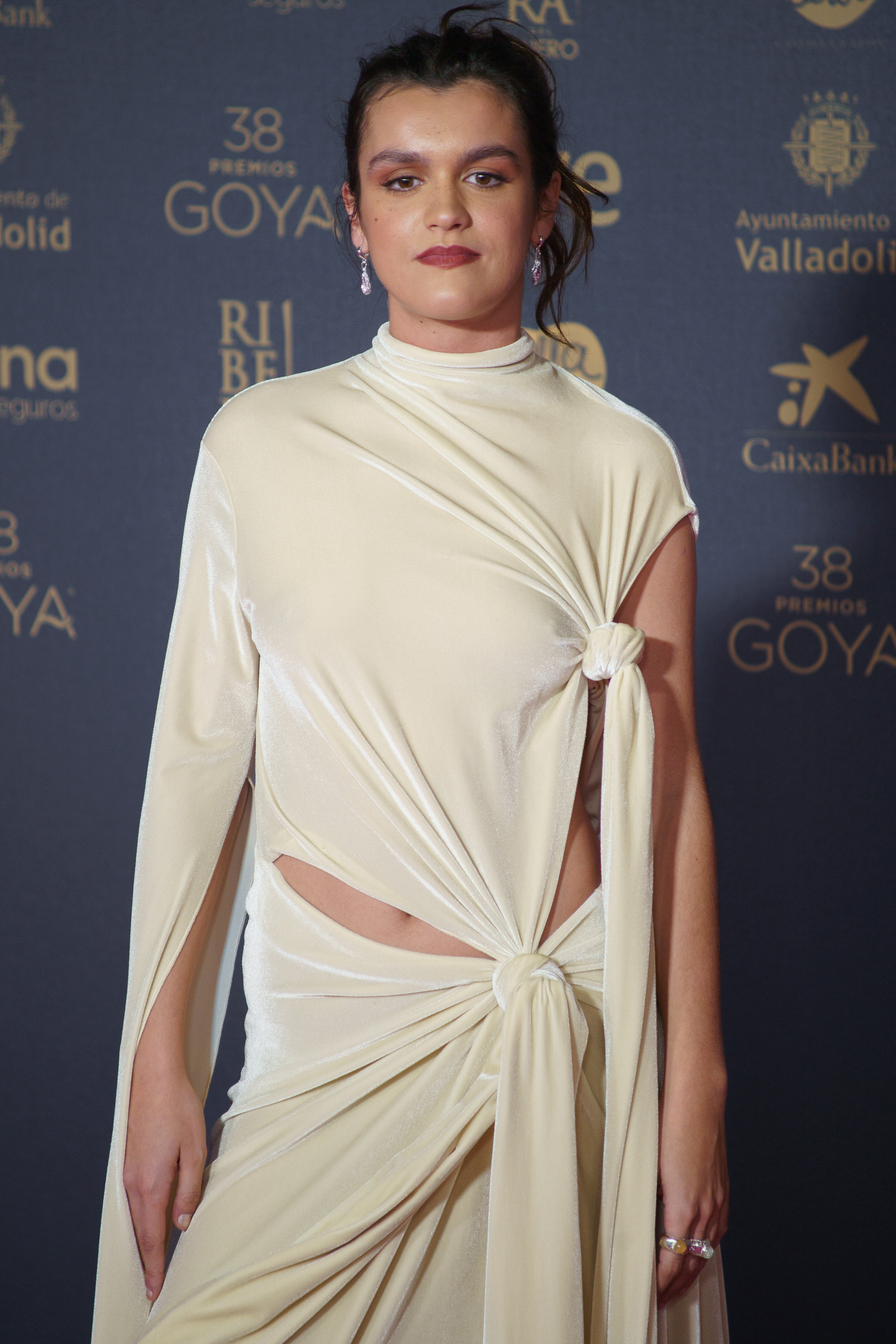
Amaia (* 1999)

- Amaia, Micavrie (* 1996), US-amerikanische Schauspielerin und Synchronsprecherin
- Amaize, Robin (* 1994), deutscher Basketballspieler

### Amak
- Amakasu, Masahiko (1891–1945), japanischer Leutnant
- Amakuni, Vater des japanischen Schwertschmiedens
- Amakusa Shirō († 1638), Führer des Shimabara-Aufstandes im Japan der Edo-ZeitAmakusa Shirō († 1638)

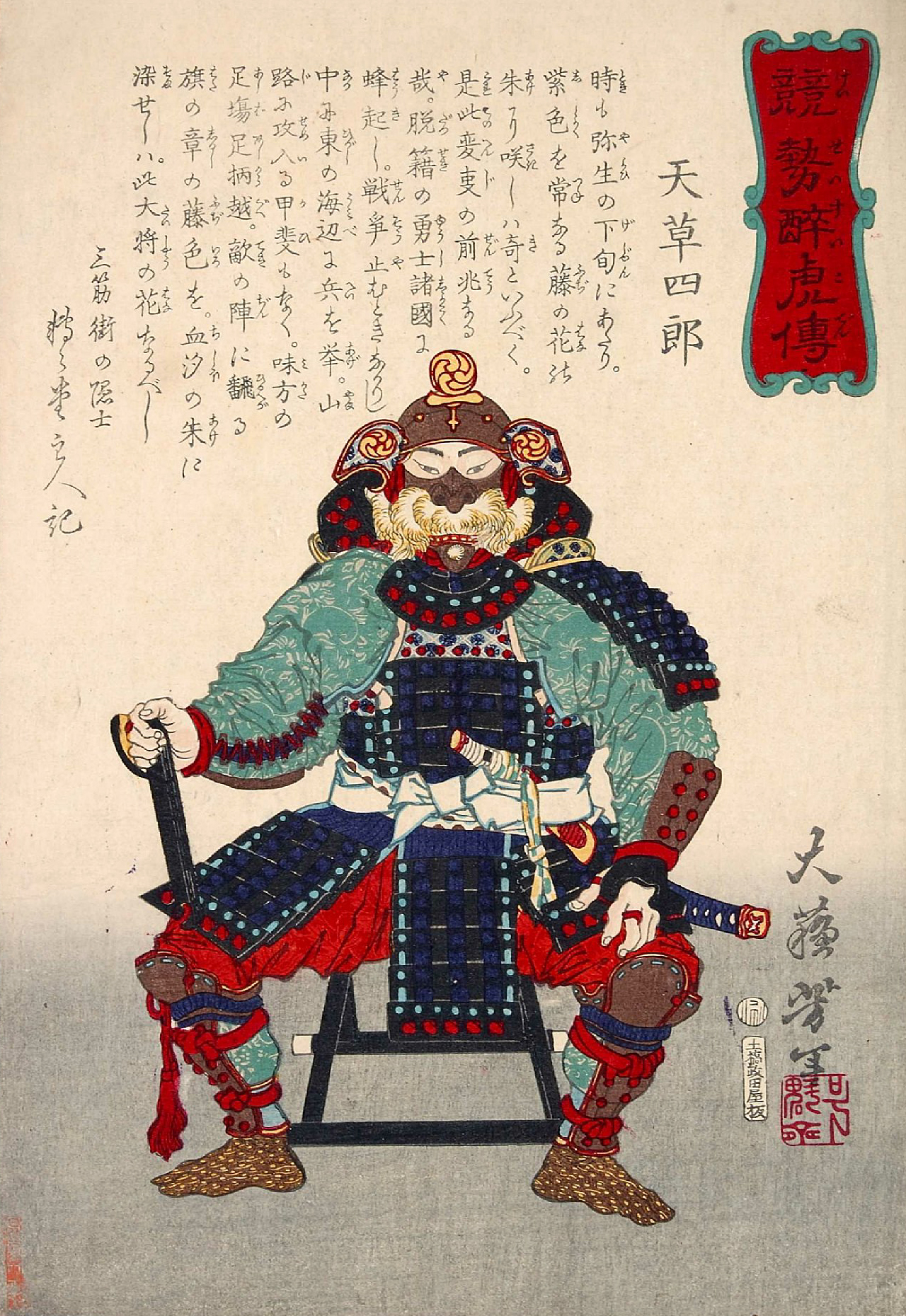
Amakusa Shirō († 1638)

### Amal
- Amal, Sängersklavin
- Amal Tamimi (* 1960), isländische Sozialaktivistin, Feministin und Politikerin
- Amal, Djaïli Amadou (* 1975), kamerunische Schriftstellerin und Frauenaktivistin
- Amal, Natacha (* 1968), belgische Schauspielerin
- Amalaberga, Tochter des Vandalenkönigs Thrasamund und Amalfridas
- Amalafrid, Sohn des thüringischen Königs Herminafried und der Amalaberga
- Amalafrida, Schwester Theoderich des Großen und zweite Frau des Thrasamund
- Amalaha, Chika (* 1997), nigerianische Gewichtheberin
- Amalanathan, Jeevanandam (* 1963), indischer römisch-katholischer Geistlicher, Bischof von Kumbakonam
- Amalarich (502–531), König der Westgoten
- Amalarius, Erzbischof von Trier und Liturgiker
- Amalasuntha († 535), ostgotische KöniginAmalasuntha († 535)

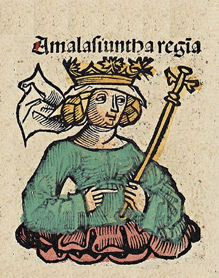
Amalasuntha († 535)

- Amalberga von Gent, heilige Nonne und Mystikerin
- Amalberga von Maubeuge, heilige Nonne
- Amalberga von Susteren, heilige Nonne und Äbtissin
- Amaldi, Edoardo (1908–1989), italienischer Physiker
- Amaldi, Ugo (1875–1957), italienischer Mathematiker
- Amaldi, Ugo (* 1934), italienischer Physiker
- Amaldine, Soulaimane (* 1985), Komorenischer Fußballschiedsrichterassistent
- Amalfitano, Morgan (* 1985), französischer Fußballspieler
- Amalfitano, Romain (* 1989), französischer Fußballspieler
- Amalgar († 643), burgundischer Adliger und Herzog
- Amali, Sabrina (* 1992), Schweizer Schauspielerin
- Amalia del Pilar von Spanien (1834–1905), Infantin von Spanien
- Amalia Maria Therese von Pfalz-Sulzbach (1651–1721), Prinzessin aus dem Haus Wittelsbach und Karmelitin
- Amalia von Degenfeld (1647–1683), Adelige, Kammerfrau am kurpfälzischen Hof
- Amalia von Großbritannien, Irland und Hannover (1783–1810), Mitglied der britischen Königlichen Familie aus dem Haus Hannover
- Amalia von Kleve (1517–1586), Prinzessin von Kleve
- Amalia von Kurland (1653–1711), deutsch-baltische Prinzessin von Kurland aus der Familie Ketteler und durch Heirat Landgräfin von Hessen-Kassel
- Amalia von Sachsen (1436–1501), Herzogin von Bayern-Landshut
- Amalia von Sachsen-Weimar-Eisenach (1830–1872), Prinzessin der Niederlande
- Amalie Auguste von Bayern (1801–1877), Königin von SachsenAmalie Auguste von Bayern (1801–1877)

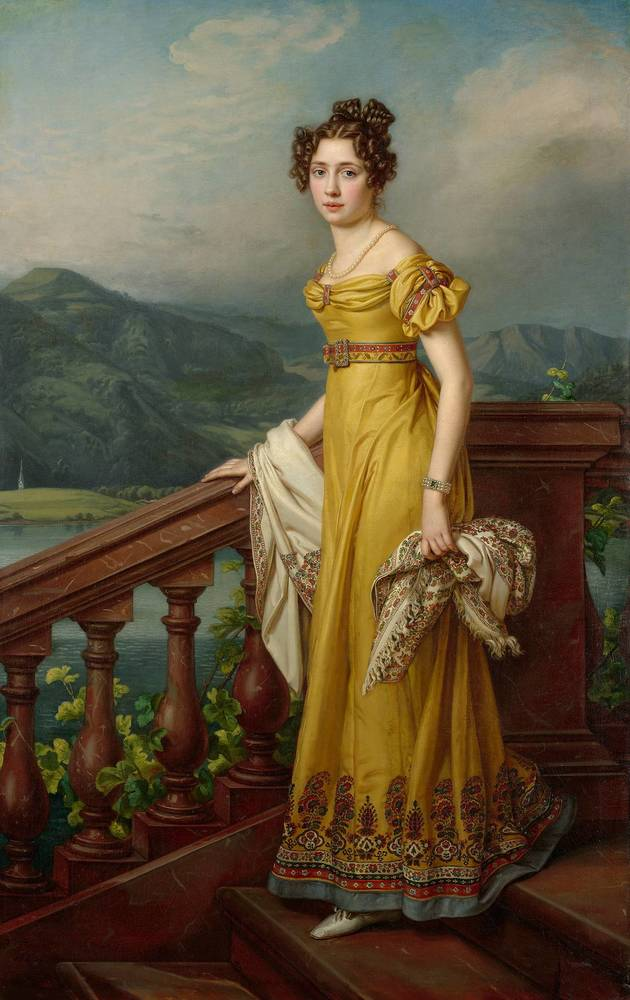
Amalie Auguste von Bayern (1801–1877)

- Amalie Christiane von Baden (1776–1823), badische Prinzessin
- Amalie in Bayern (1865–1912), Herzogin in Bayern, Herzogin von Urach
- Amalie von Brandenburg (1461–1481), Pfalzgräfin und Herzogin von Zweibrücken und Veldenz
- Amalie von der Pfalz (1490–1525), Herzogin von Pommern
- Amalie von Hessen-Darmstadt (1754–1832), Ehefrau des badischen Erbprinzen Karl Ludwig von Baden
- Amalie von Hessen-Homburg (1774–1846), Erbprinzessin von Anhalt-Dessau
- Amalie von Hirschberg († 1564), Äbtissin des Klarissenklosters Hof
- Amalie von Nassau-Weilburg (1776–1841), deutsche Adlige, Fürstin von Anhalt-Bernburg
- Amalie von Oldenburg (1818–1875), Königin von Griechenland, Herzogin von Oldenburg
- Amalie von Pfalz-Zweibrücken-Birkenfeld-Bischweiler (1752–1828), Kurfürstin und Königin von Sachsen, Herzogin von Warschau
- Amalie von Preußen (1723–1787), deutsche Komponistin
- Amalie von Sachsen (1794–1870), deutsche Schriftstellerin, Komponistin und Librettistin sowie Mitglied des sächsischen Königshauses
- Amalie von Sachsen-Coburg und Gotha (1848–1894), Prinzessin von Sachsen-Coburg und Gotha, durch Heirat Herzogin in Bayern
- Amalie von Sachsen-Hildburghausen (1732–1799), Prinzessin von Sachsen-Hildburghausen, durch Heirat Fürstin von Hohenlohe-Neuenstein zu Oehringen
- Amalie von Schweden (1805–1853), Tochter von König Gustav Adolf IV. von Schweden (1778–1837) aus dem Haus Wasa aus dessen Ehe mit Prinzessin Friederike von Baden (1781–1826)
- Amalie von Württemberg (1799–1848), Herzogin von Württemberg, durch Heirat Herzogin von Sachsen-Altenburg
- Amalie Zephyrine von Salm-Kyrburg (1760–1841), deutsche Fürstin
- Amalizki, Wladimir Prochorowitsch (1860–1917), russischer Paläontologe
- Amallah, Selim (* 1996), marokkanisch-belgischer Fußballspieler
- Amalnather, Siluvaimathu Teresanathan (1925–2010), indischer römisch-katholischer Bischof
- Amalo († 589), burgundischer Adliger und Herzog
- Amalou, Éric (* 1968), französischer Handballspieler und -trainer
- Amalraj, Arulappan (* 1953), indischer römisch-katholischer Geistlicher und Bischof von Ootacamund
- Amalric, Mathieu (* 1965), französischer Regisseur und SchauspielerMathieu Amalric (* 1965)

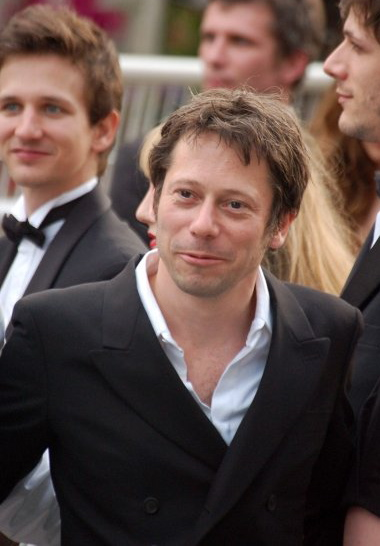
Mathieu Amalric (* 1965)

- Amalric, Pierre (1923–1999), französischer Augenarzt
- Amalrich († 973), Graf im Hennegau (Valenciennes)
- Amalrich, Vizegraf Von Nablus
- Amalrich Barlais, Regent von Zypern
- Amalrich I. (1136–1174), König von JerusalemAmalrich I. (1136–1174)

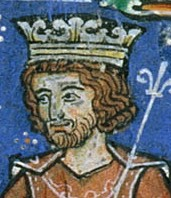
Amalrich I. (1136–1174)

- Amalrich I. (1145–1205), König von Zypern
- Amalrich I. von Montfort, Herr von Montfort-l'Amaury
- Amalrich I. von Rancon († 1027), Herr von Rancon, Gençay und Taillebourg
- Amalrich III. von Montfort († 1137), Herr von Montfort-l'Amaury und Graf von Évreux
- Amalrich V. von Montfort, Graf von Évreux
- Amalrich VI. von Montfort, Graf von Évreux, Earl of Gloucester
- Amalrich VII. von Montfort (1195–1241), Konstabler von Frankreich, Graf von Montfort
- Amalrich von Bena († 1206), französischer Theologe
- Amalrich von Nesle († 1180), Patriarch von Jerusalem
- Amalrich von Tyrus († 1310), letzter Konstabler von Jerusalem, Regent von Zypern
- Amalrik, Andrei Alexejewitsch (1938–1980), sowjetischer Historiker, Publizist, Schriftsteller und Dissident
- Amalteo, Pomponio (1505–1588), italienischer Maler und Bildhauer
- Amalvi, Christian (* 1954), französischer Historiker

### Amam
- Amama, Sixtinus (1593–1639), niederländischer reformierter Theologe und Orientalist
- Amamou, Mohamed (1933–2014), tunesischer Diplomat
- Amamou, Slim (* 1977), tunesischer Internet-Unternehmer und Blogger
- Amamra, Oulaya (* 1996), französische Schauspielerin

### Aman
- Aman Isa Khan (1526–1560), uigurische Muqam-Meisterin, Dichterin und Musikerin
- Aman, Andreas (1842–1927), österreichischer Theaterdirektor
- Aman, Awad (* 2005), saudi-arabischer Fußballspieler
- Aman, Caspar (1616–1699), Hofkontrollor in Wien
- Aman, Charles (1887–1936), US-amerikanischer Ruderer
- Aman, Dudley 1. Baron Marley (1884–1952), britischer Marineoffizier und Politiker der Labour Party
- Aman, Ehsan (* 1959), afghanischer Musiker
- Aman, Elisabeth (1888–1966), Schweizer Schriftstellerin
- Aman, Hassan Nour-el-Din (* 1943), ägyptisch-tschadischer Boxer
- Aman, Leila (* 1977), äthiopische Langstreckenläuferin
- Aman, Mohammed (* 1994), äthiopischer Mittelstreckenläufer
- Aman, Musa (* 1951), malaysischer Politiker, Ministerpräsident von Sabah
- Aman, Rami, palästinensischer Journalist und Friedensaktivist
- Aman, Reinhold (1936–2019), deutsch-amerikanischer Chemieingenieur, Hochschullehrer und Philologe
- Aman, Richard (1914–1988), Schweizer Diplomat
- Aman, Sepp (1870–1957), österreichischer Wanderlehrer und Abgeordneter (Landbund für Österreich)
- Aman, Theodor (1831–1891), rumänischer Maler und Holzstecher
- Aman, Zeenat (* 1951), indisches Model und Filmschauspielerin
- Aman-Jean, Edmond (1858–1936), französischer Maler
- Amanappa, ägyptischer Beamter
- Amânar, Simona (* 1979), rumänische Kunstturnerin
- Amanat, Hossein (* 1942), iranisch-kanadischer Architekt und Anhänger der Bahai-Religion
- Amanatidis, Ioannis (* 1981), griechischer FußballspielerIoannis Amanatidis (* 1981)

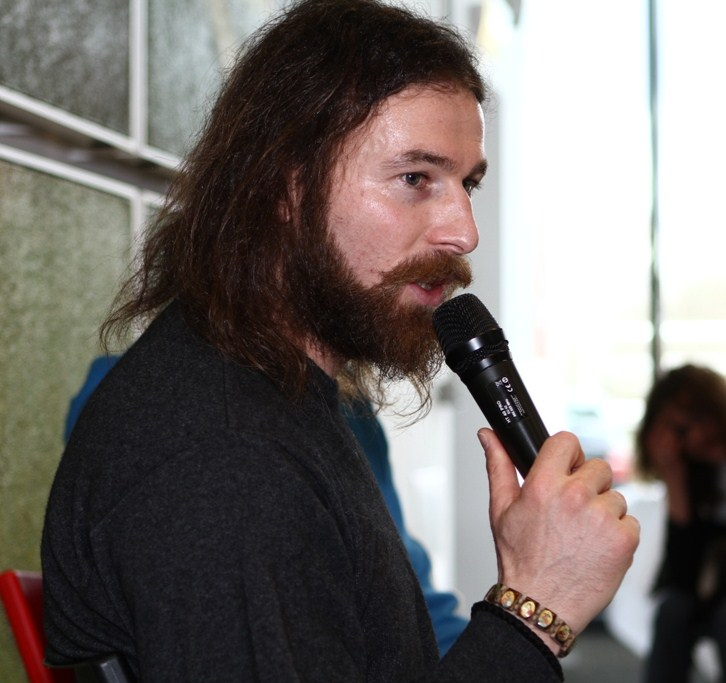
Ioannis Amanatidis (* 1981)

- Amanbajew, Dschumgalbek (1945–2005), kirgisischer Politiker
- Amanchukwu Amatu, Solomon (* 1950), nigerianischer Priester, Bischof von Okigwe
- Amâncio, Ebert William (* 1983), brasilianischer Fußballspieler
- Amâncio, Rosimar (* 1984), brasilianischer Fußballspieler
- Amand von Maastricht, Missionar in Flandern und Bischof in TongerenAmand von Maastricht

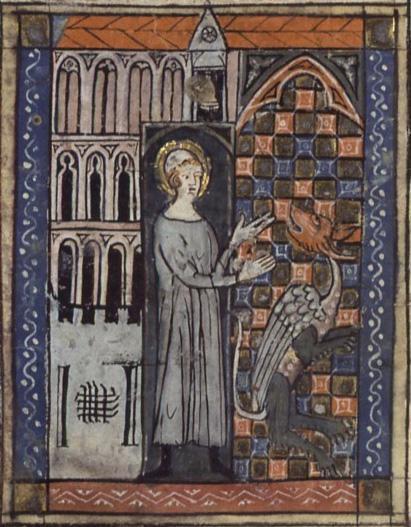
Amand von Maastricht

- Amanda Jacobsen Andradóttir (* 2003), norwegisch-isländische Fußballspielerin
- Amanda, Gloire (* 1998), kanadischer Fußballspieler
- Amanda, Lia (* 1932), italienische Schauspielerin
- Amandes, Tom (* 1959), US-amerikanischer Schauspieler
- Amandi, Elisabeth (* 1950), deutsche Schlagzeugerin, Komponistin und Autorin
- Amandi, Johannes († 1530), deutscher Theologe und Reformator
- Amandry, Michel (* 1949), französischer Numismatiker
- Amandry, Pierre (1912–2006), französischer Klassischer Archäologe
- Amandus, römischer Usurpator in Gallien
- Amandus von Bordeaux, Bischof von Bordeaux, Heiliger
- Amandus von Lérins, katholischer Heiliger, Abt
- Amandus von Straßburg, katholischer Heiliger, Bischof von Straßburg
- Amandus von Worms, Wormser Bischof, verehrt als Heiliger, Bistums- und Stadtpatron von Worms
- Amane, Nishi (1829–1897), Philosoph und politischer Verwalter zu Beginn der Meiji-Zeit
- Amane, Romeo (* 2003), ivorischer Fußballspieler
- Amani al-Khatahtbeh, amerikanische Autorin, Aktivistin und Unternehmerin
- Amani, Ainaa (* 2002), malaysische Squashspielerin
- Amani, Enissa (* 1981), iranisch-deutsche Komikerin, Schauspielerin und AktivistinEnissa Amani (* 1981)

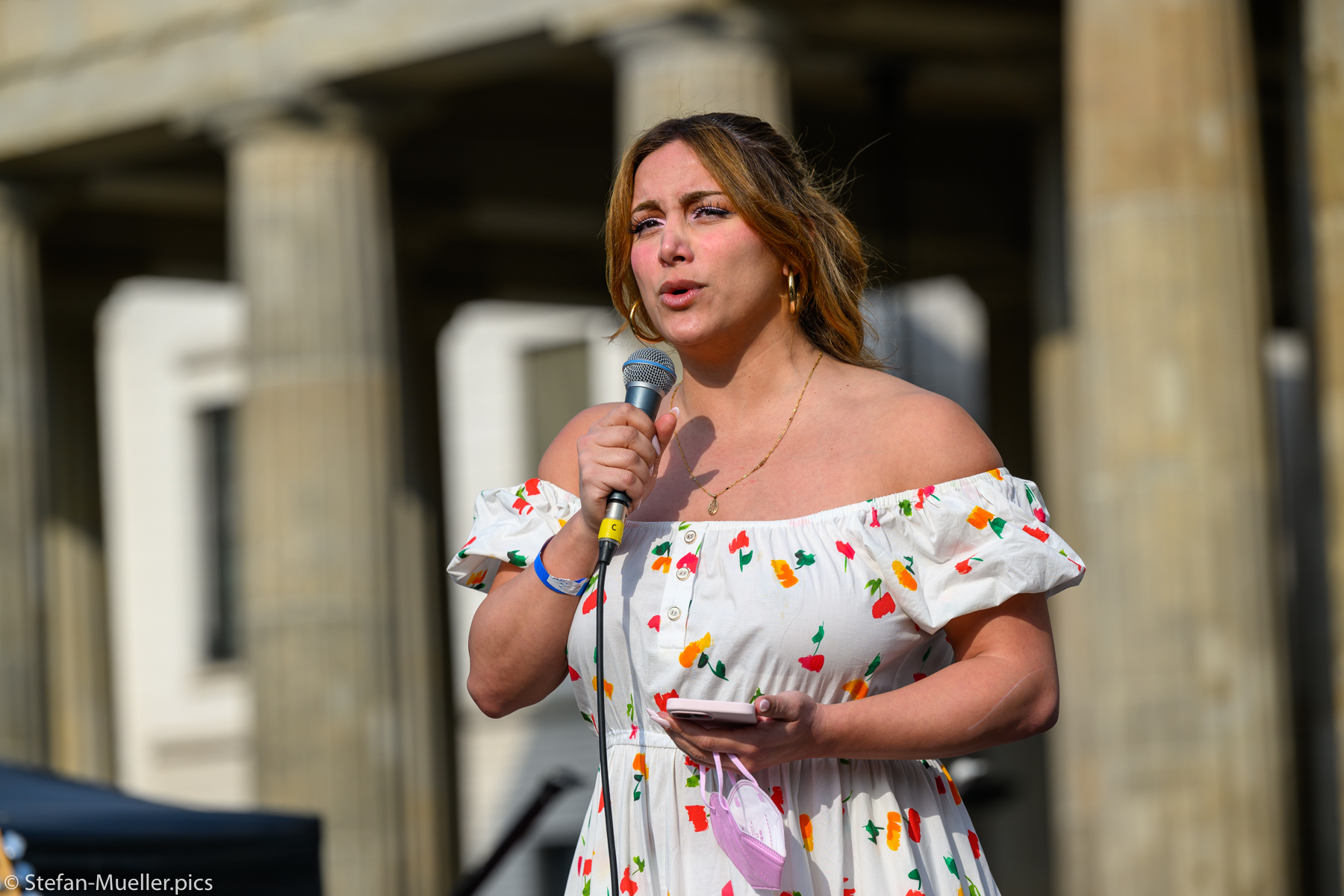
Enissa Amani (* 1981)

- Amani, Khaibar (* 1987), afghanischer Fußballspieler
- Amani, Marta Amouhin (* 2004), italienische Weitspringerin
- Amani, Salma (* 1989), belgisch-marokkanische Fußballspielerin
- Amaniampong, Kaden (* 2004), deutsch-ghanaischer Fußballspieler
- Amanibakhi, nubischer König
- Amanichabale, nubischer König
- Amanichareqerem, nubischer König
- Amanichedolo, nubischer König
- Amanieu, Georges (1934–2016), französischer Fußballspieler
- Amanikhatashan, nubische Königin
- Amaninatakilebte, nubischer König
- Amaning, Jeffrey (* 1981), deutscher American-Football-Spieler
- Amanipilade, nubische Königin
- Amanirenas, nubische Königin
- Amanischacheto, nubische Königin
- Amanislo, nubischer König
- Amanistabara-qo, nubischer König
- Amanitaraqide, nubischer König
- Amanitecha, nubischer König
- Amanitenmomide, nubischer König
- Amanitore, nubische KöniginAmanitore

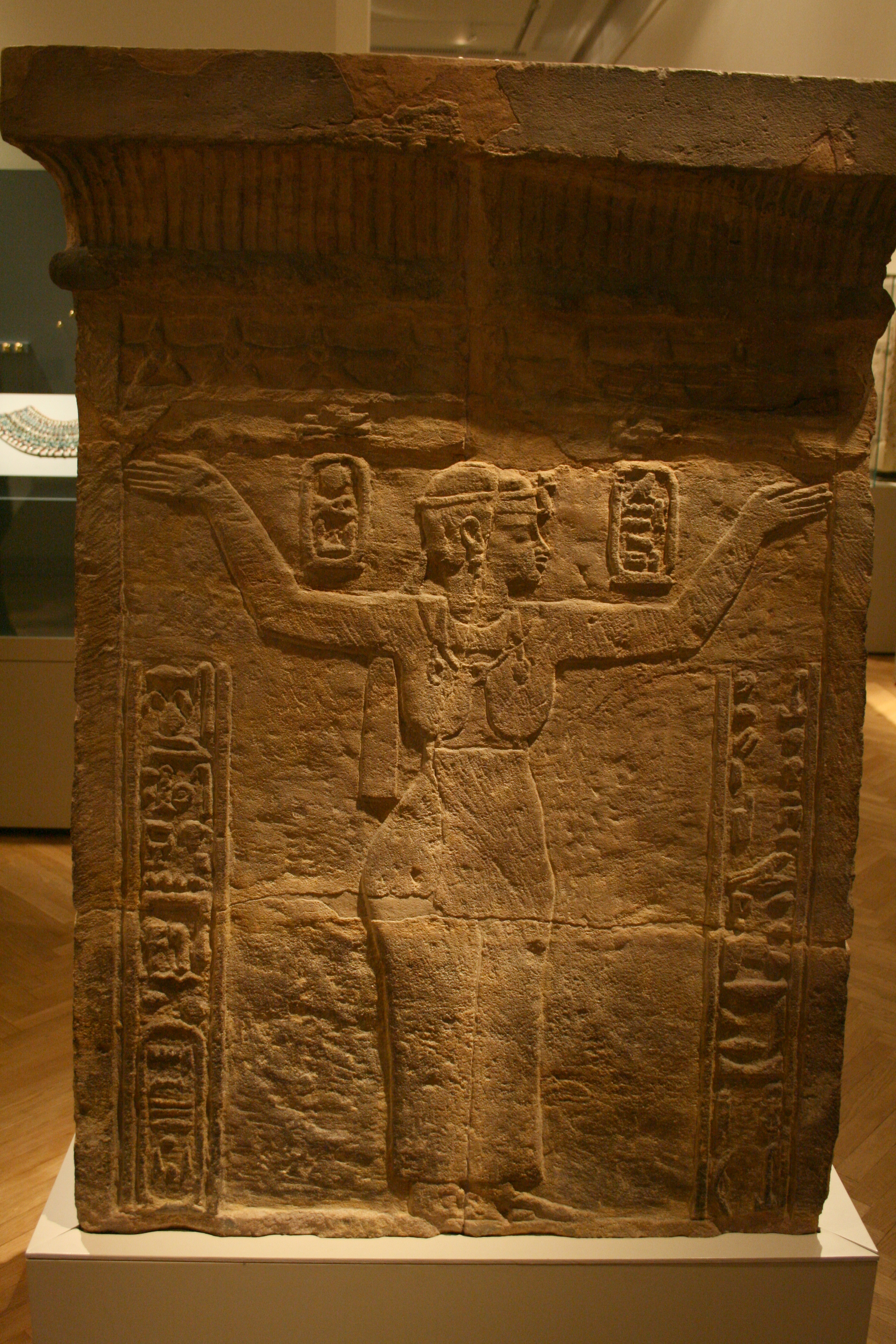
Amanitore

- Amankeldiuly, Maghschan (* 2003), kasachischer nordischer Kombinierer
- Amanklychev, Annakurban, turkmenischer Menschenrechtsaktivist
- Amankwaa, Danny (* 1994), dänischer Fußballspieler
- Amankwah, Alex (* 1992), ghanaischer Mittelstreckenläufer
- Amankwah, Frank (* 1971), ghanaischer Fußballspieler
- Amann, Albert (1879–1965), badischer Politiker (Zentrum, BCSV, CDU)
- Amann, Alex (* 1957), österreichischer Maler und Autor
- Amann, Alfred (1863–1942), deutscher Textilunternehmer
- Amann, Alois (1864–1932), österreichischer Politiker (CSP), Landtagsabgeordneter zum Vorarlberger Landtag
- Amann, Andrea (* 1961), österreichische Freestyle-Skisportlerin und Gleitschirmfliegerin
- Amann, Anton (* 1943), österreichischer Soziologe, Gerontologe und Autor
- Amann, Anton (1956–2015), österreichischer Chemiker und Hochschullehrer
- Amann, Bernhard (* 1954), deutscher Polizeivollzugsbeamter und Politiker (bis Oktober 1994 REP), MdL (Baden-Württemberg)
- Amann, Betty (1907–1990), deutsch-amerikanische SchauspielerinBetty Amann (1907–1990)

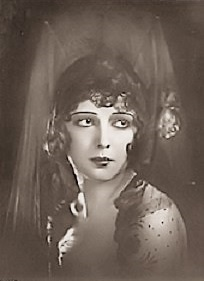
Betty Amann (1907–1990)

- Amann, Carl (1908–1971), deutscher Grafiker, vor allem Gebrauchsgrafiker, und Maler
- Amann, Denise (* 1979), österreichische Köchin
- Amann, Dieter (* 1958), österreichischer Skirennläufer
- Amann, Dorit (* 1939), österreichische Film- und Theaterschauspielerin
- Amann, Erwin (* 1960), deutscher Ökonom
- Amann, Franz (1862–1945), liechtensteinischer Politiker (VP)
- Amann, Friedrich, deutscher Benediktiner, Mathematiker und Astronom
- Amann, Friedrich von (1870–1953), deutscher Generalleutnant
- Amann, Fritz (1878–1969), deutscher Maler
- Amann, Fritz (* 1950), österreichischer Politiker (FPÖ), Landtagsabgeordneter und Klubobmann
- Amann, Gebhard (1899–1979), österreichischer Politiker (CS, ÖVP), Landtagsabgeordneter
- Amann, Georg (1780–1831), deutscher Theologe
- Amann, Georg (1794–1852), Amtmann im Großherzogtum Oldenburg
- Amann, Gerold (* 1937), österreichischer Komponist
- Amann, Gottfried (1901–1988), deutscher Forstwissenschaftler und Sachbuchautor
- Amann, Gregor (* 1962), deutscher Politiker (SPD), MdB
- Amann, Günther (* 1939), deutscher Hubschrauberpilot
- Amann, Hans, deutscher Bildhauer
- Amann, Heinrich (1785–1849), Jurist, Hochschullehrer und Bibliothekar
- Amann, Hermann (1912–1991), deutscher Filmmusikkomponist
- Amann, Horst (* 1934), deutscher Fußballspieler
- Amann, Horst (* 1953), deutscher Bauingenieur
- Amann, Johann Nepomuk (1765–1834), österreichischer Architekt
- Amann, Jörg, deutscher Arzt
- Amann, Josef (1879–1971), deutscher Bäcker und Politiker (SPD), Bürgermeister
- Amann, Josef Albert (1832–1906), deutscher Gynäkologe
- Amann, Josef Albert junior (1866–1919), deutscher Gynäkologe
- Amann, Josef Anton (1823–1891), liechtensteinischer Gerber und Politiker
- Amann, Joseph (1720–1796), deutscher Bildhauer
- Amann, Jürg (1947–2013), Schweizer Schriftsteller
- Amann, Klaus (* 1949), österreichischer Literaturwissenschaftler
- Amann, Marc (* 1994), deutscher Geschwindigkeitsskifahrer
- Amann, Matthias (* 1986), österreichischer Fußballspieler
- Amann, Max (1891–1957), deutscher Politiker (NSDAP), MdR und PublizistMax Amann (1891–1957)

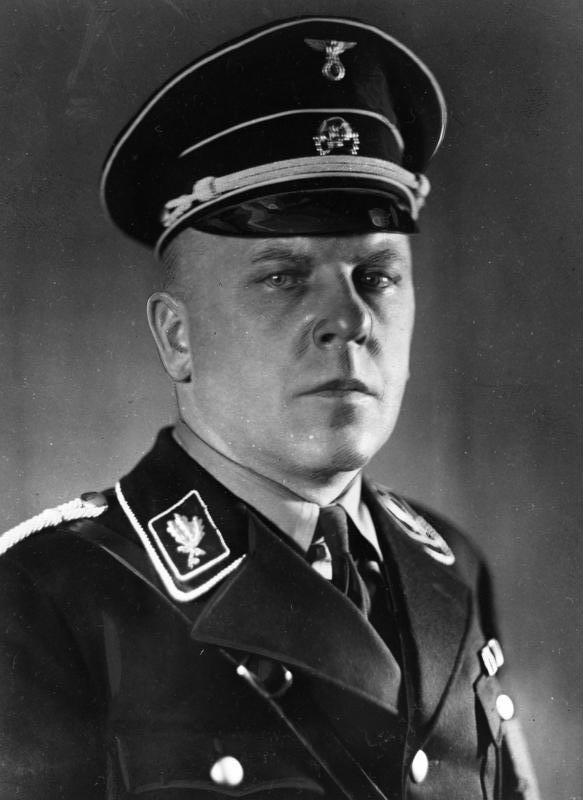
Max Amann (1891–1957)

- Amann, Max (1905–1945), deutscher Schwimmer und Wasserballspieler
- Amann, Meinrad (1785–1839), österreichischer Geistlicher und Abt des Stift St (1826–1839)
- Amann, Melanie (* 1978), deutsche Juristin und Journalistin, Mitglied der Chefredaktion „Der Spiegel“Melanie Amann (* 1978)

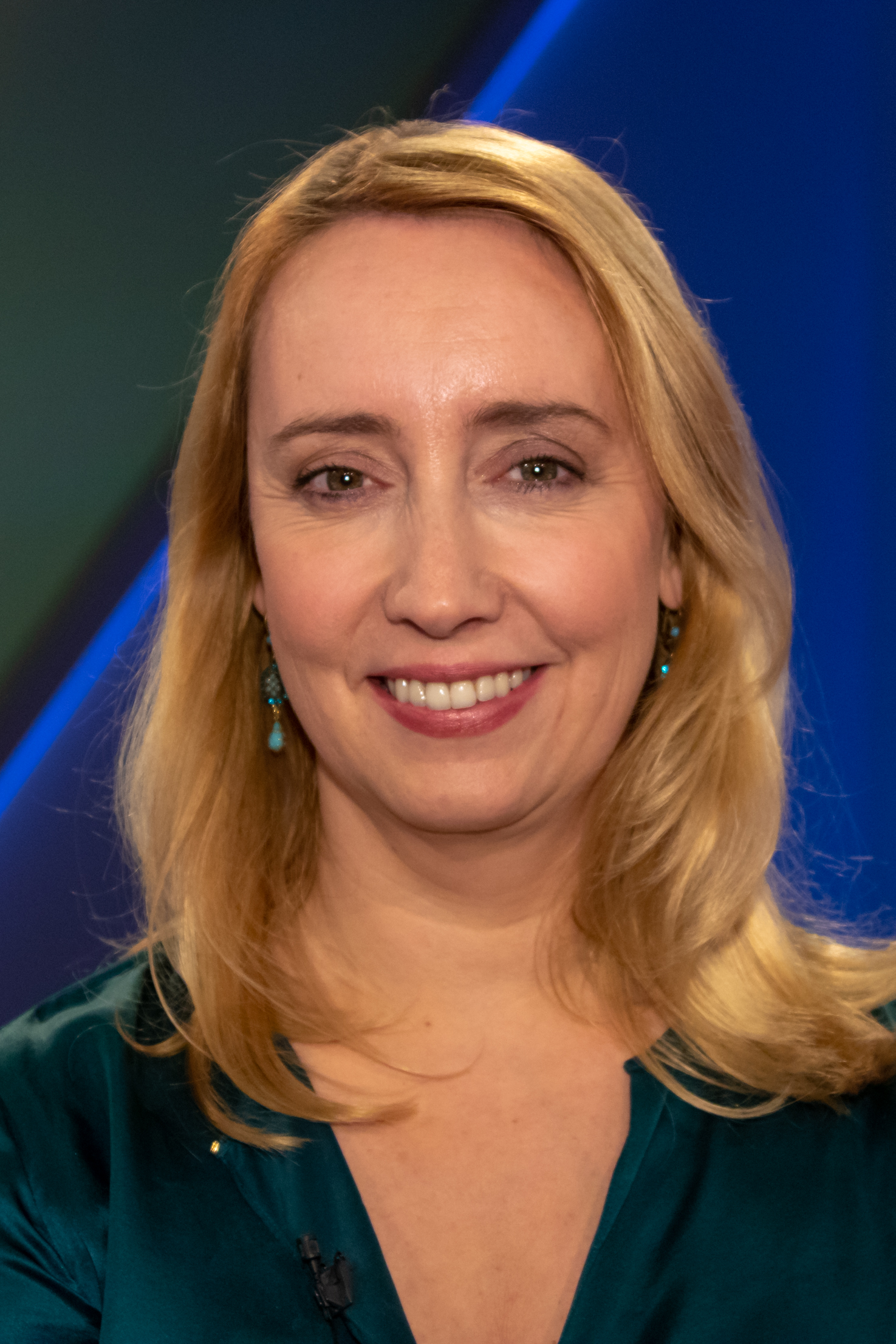
Melanie Amann (* 1978)

- Amann, Michael (* 1964), österreichischer Komponist
- Amann, Mina (1893–1966), deutsche Gewerkschafterin und Politikerin (CDU)
- Amann, Otto (1892–1958), deutscher Offizier, Generalmajor der Wehrmacht im Zweiten Weltkrieg
- Amann, Otto (1926–2011), österreichischer Politiker
- Amann, Paul (1884–1958), österreichischer Schriftsteller und Übersetzer
- Amann, Peter (1941–2019), deutscher Bauingenieur
- Amann, Peter H. (1927–2012), US-amerikanischer Historiker
- Amann, Petra (* 1968), österreichische Etruskologin
- Amann, Reinhard (1964–2013), deutscher Geschwindigkeitsskifahrer
- Amann, Rick (* 1960), deutsch-kanadischer Eishockeyspieler und -funktionär
- Amann, Rudolf (1902–1960), liechtensteinischer Wirt und Politiker (VU)
- Amann, Rudolf (* 1961), deutscher Mikrobiologe
- Amann, Sinah (* 1991), deutsche Fußballspielerin
- Amann, Urs (1951–2019), Schweizer Maler
- Amann, Wilhelm von (1839–1928), preußischer General der Infanterie
- Amann, Wolfgang (* 1959), deutscher Kommunalpolitiker (parteilos)
- Amann, Wolfgang (* 1964), österreichischer Wohnbauforscher
- Amann-Marxer, Marlies (* 1952), liechtensteinische Politikerin
- Amano, Akira (* 1973), japanische Manga-Zeichnerin
- Amano, Hiroe (* 1943), japanische Badmintonspielerin
- Amano, Hiroshi (* 1960), japanischer PhysikerHiroshi Amano (* 1960)

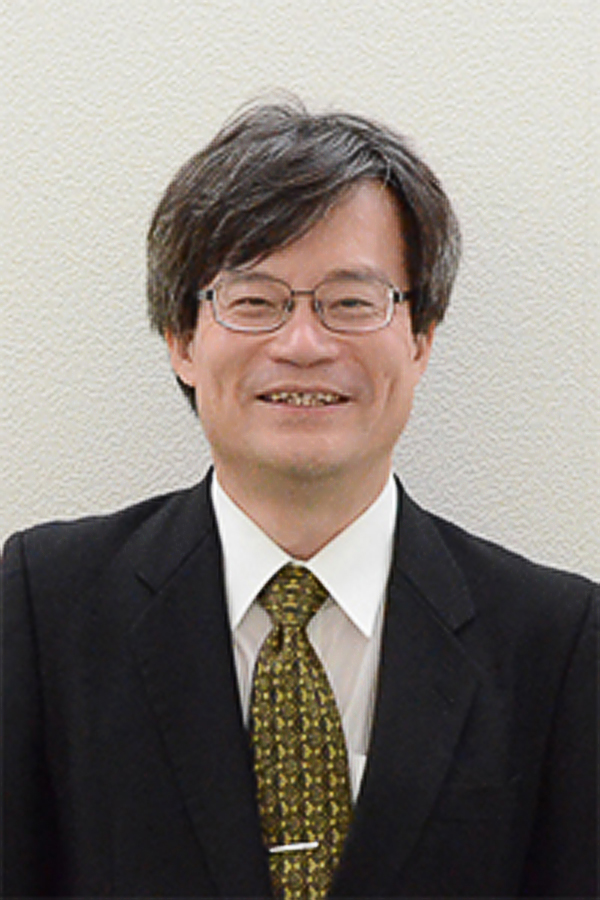
Hiroshi Amano (* 1960)

- Amano, Jun (* 1991), japanischer Fußballspieler
- Amano, Kimiyoshi (1921–1990), japanischer Politiker
- Amano, Kōta (* 1987), japanischer Fußballspieler
- Amano, Kozue (* 1974), japanische Manga-Zeichnerin
- Amano, Masamicz (* 1957), japanischer Komponist
- Amano, Misaki (* 1985), japanische Fußballspielerin
- Amano, Takashi (1954–2015), japanischer Fotograf, Designer und Aquarianer
- Amano, Takashi (* 1986), japanischer Fußballspieler
- Amano, Tameyuki (1861–1938), japanischer Ökonom und Pädagoge
- Amano, Teiyū (1884–1980), japanischer Philosoph, Politiker und Erzieher
- Amano, Tōkage, japanischer Feldherr
- Amano, Yoshitaka (* 1952), japanischer Künstler
- Amano, Yūki (* 2000), japanischer Fußballspieler
- Amano, Yukiya (1947–2019), japanischer Diplomat
- Amano, Yūsuke (* 1981), japanischer Spieleentwickler
- Amanov, Durbek (* 1965), usbekischer Mediziner und Diplomat
- Amanov, Ramal (* 1984), aserbaidschanischer Boxer
- Amanow, Arslan (* 2001), turkmenischer Eishockeyspieler
- Amanow, Mesgen (* 1986), turkmenischer Schachspieler
- Amanpour, Christiane (* 1958), britisch-iranische JournalistinChristiane Amanpour (* 1958)

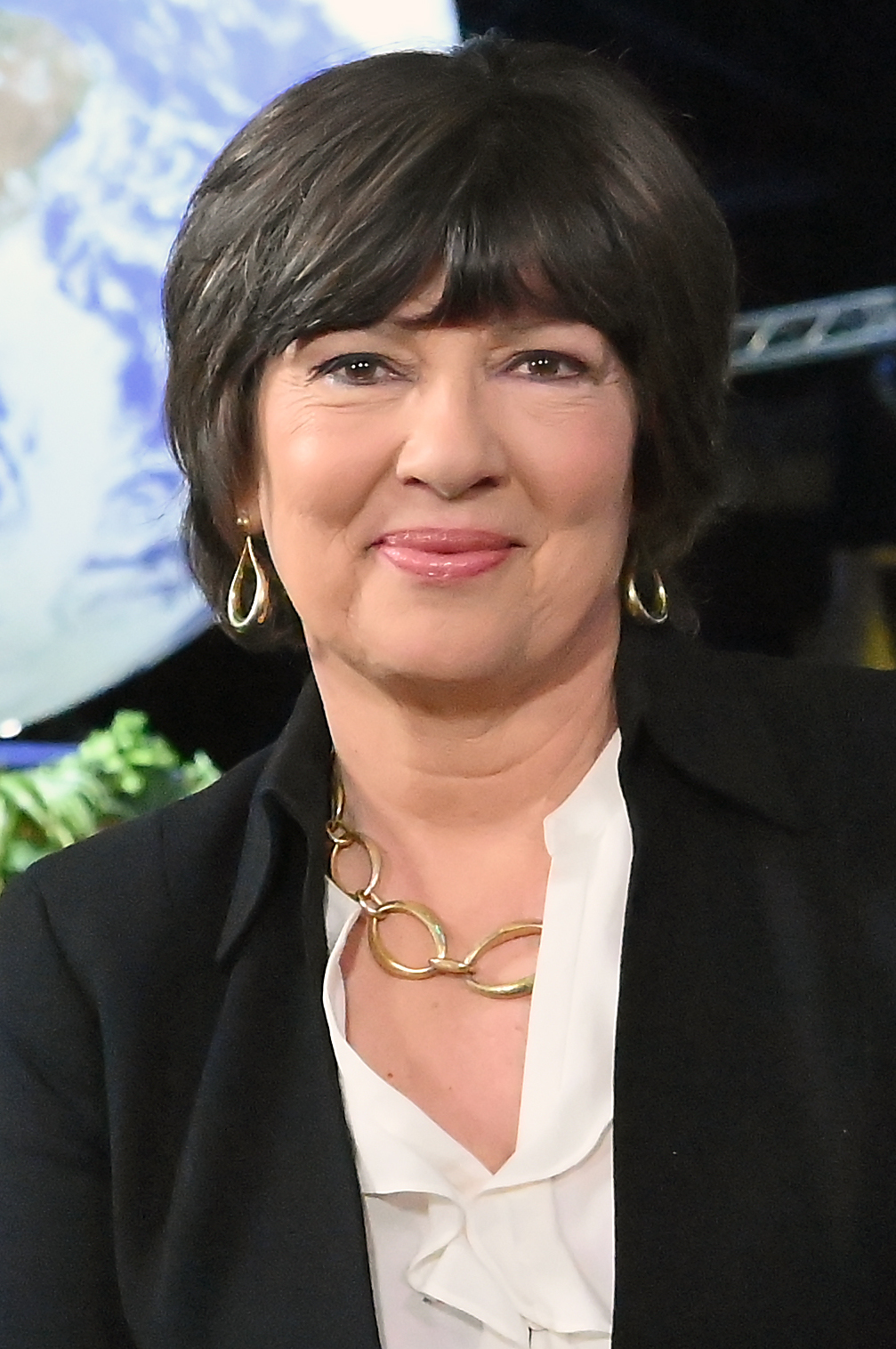
Christiane Amanpour (* 1958)

- Amanqul, Äbilchan (* 1997), kasachischer Boxer
- Amans, Jacques (1801–1888), französischer Maler in New Orleans
- Amanshauser, Gerhard (1928–2006), österreichischer Schriftsteller
- Amanshauser, Hildegund (* 1955), österreichische Kunsthistorikerin
- Amanshauser, Martin (* 1968), österreichischer Schriftsteller und ÜbersetzerMartin Amanshauser (* 1968)

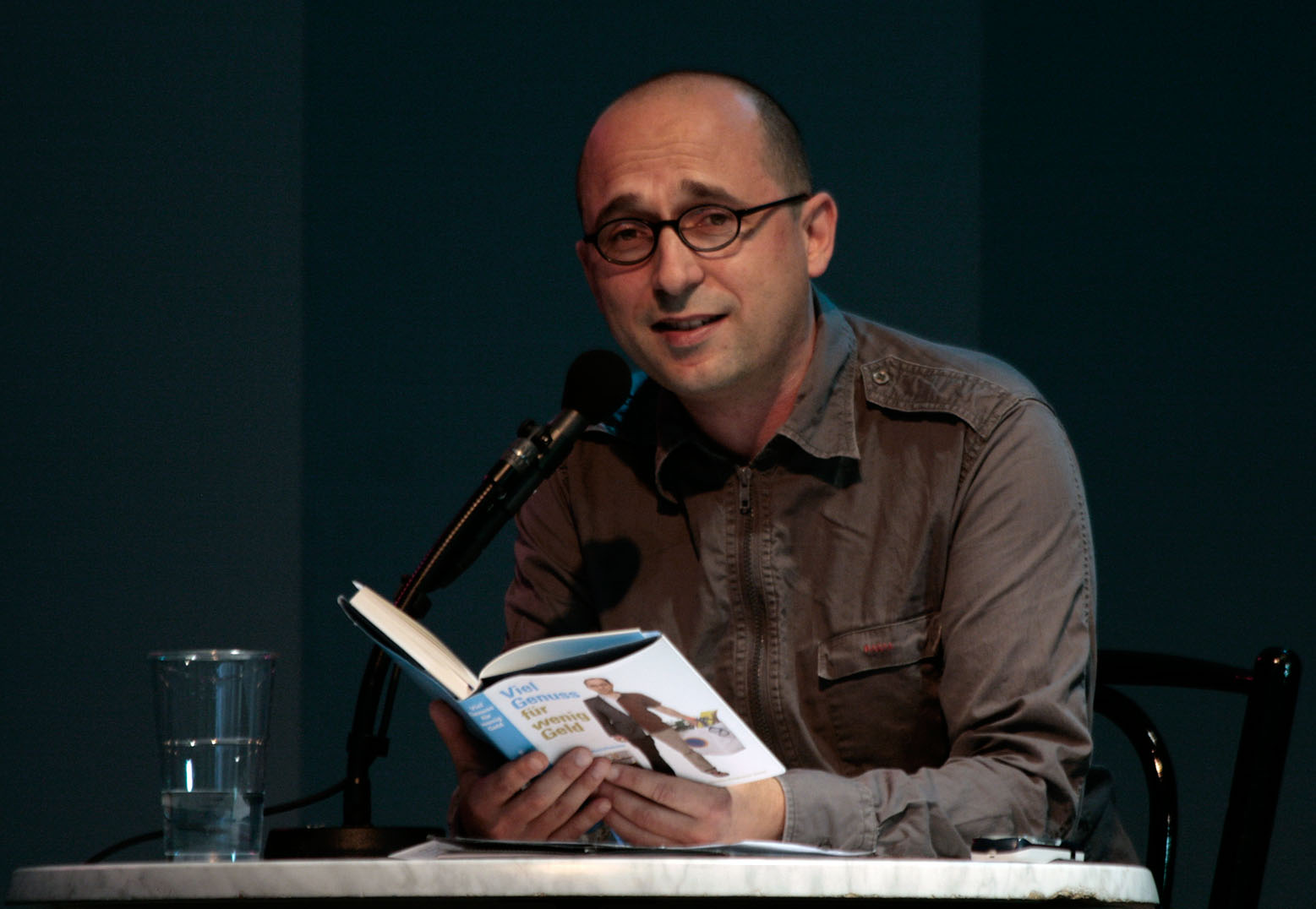
Martin Amanshauser (* 1968)

- Amantea, Luigi (1869–1949), italienischer General und Politiker
- Amanti, Lucio (* 1977), italienischer Musiker
- Amanti, Siegmund (1860–1916), österreichischer Theaterschauspieler und Komiker
- Amantillo, Ireneo A. (1934–2018), philippinischer Ordensgeistlicher, römisch-katholischer Bischof von Tandag
- Amantius († 571), antiker römischer Goldschmied
- Amantius von Rodez, Bischof von Rodez
- Amantos, Konstantinos (1874–1960), griechischer Byzantinist und Historiker
- Amantova, Ingrīda (* 1960), sowjetische Rennrodlerin
- Amanuma, Yuuko (* 1955), japanische Dirigentin, Komponistin und Hochschullehrerin
- Amanus, römischer Maler

### Amar
- Amar (* 1983), deutscher Rapper
- Amar Rouana, Medhi (* 1994), algerisch-französischer Stabhochspringer
- Amar y Borbón, Antonio (1742–1826), Vizekönig von Neugranada
- Amar y Borbón, Josefa (1749–1833), spanische Übersetzerin und Autorin
- Amar, Anandyn (* 1886), mongolischer Politiker der kommunistischen Epoche
- Amar, André (1755–1816), französischer Revolutionär
- Amar, Armand (* 1953), französischer Komponist
- Amar, Baptiste (* 1979), französischer Eishockeyspieler
- Amar, Hamad (* 1964), israelischer Politiker (Knesset)
- Amar, Leon (* 1887), türkisch-österreichischer Maler, Gebrauchsgrafiker, Plakatkünstler und Designer
- Amar, Licco (1891–1959), ungarischer Violinist
- Amar, Shlomo (* 1948), israelischer Oberrabbiner (Sephardim)
- Amar, Yasmine (* 1936), algerische Schriftstellerin
- Amar-Dahl, Tamar (* 1968), deutsche Historikerin
- Amar-Suena († 2038 v. Chr.), König von Sumer und Akkad im antiken Mesopotamien (2046 v. Chr.–2038 v. Chr.)
- Amara (* 1975), indonesische Sängerin, Schauspielerin und Model
- Amara (* 1984), italienische Cantautrice
- Amara, Fadela (* 1964), französische Politikerin
- Amara, Isabella (* 1998), US-amerikanische Schauspielerin
- Amara, Luigi (* 1971), mexikanischer Schriftsteller
- Amara, Sammy (* 1979), deutscher Grafikdesigner, Sänger, Frontmann und SongwriterSammy Amara (* 1979)

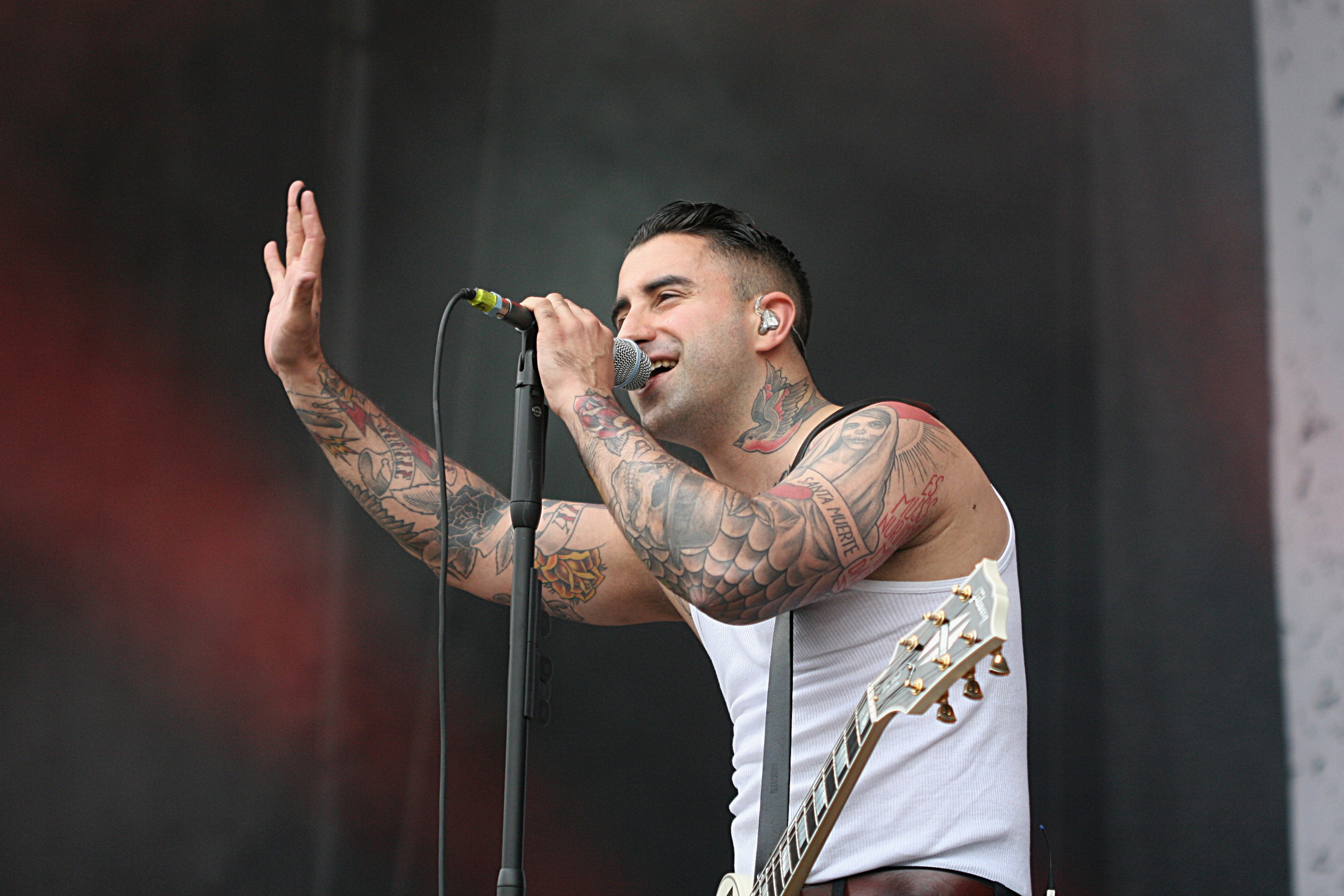
Sammy Amara (* 1979)

- Amaral Mousinho, Luis do (1912–1962), brasilianischer Geistlicher und römisch-katholischer Erzbischof von Ribeirão Preto
- Amaral, Agueda (* 1972), osttimoresische Marathonläuferin und Olympiateilnehmerin
- Amaral, Aloísio Ariovaldo (1919–1994), brasilianischer Ordensgeistlicher, Bischof von Campanha
- Amaral, Amadeu (1875–1929), brasilianischer Dichter, Romanist, Lusitanist und Dialektologe
- Amaral, Ana Luísa (1956–2022), portugiesische Poetin, Literaturwissenschaftlerin und Übersetzerin
- Amaral, Arão Noé da Costa (* 1955), osttimoresischer Politiker
- Amaral, Armindo Moniz (* 1991), osttimoresischer Jurist und Dozent
- Amaral, Augusto da Conceição, osttimoresischer Politiker
- Amaral, Casemiro do (1892–1939), brasilianischer Fußballspieler
- Amaral, Clementino dos Reis († 2020), osttimoresischer Politiker
- Amaral, Cristiano Robert do (* 2001), brasilianischer Fußballspieler
- Amaral, Dante Guimarães (* 1980), brasilianischer Volleyball-Nationalspieler
- Amaral, Edgar Ferreira Do (1894–1978), brasilianischer General
- Amaral, Élia António de Araújo dos Reis, osttimoresische Politikerin
- Amaral, Eva (* 1972), spanische Musikerin, Leadsängerin der Band Amaral
- Amaral, Fernando Pinto do (* 1960), portugiesischer Schriftsteller, Philologe und Hochschullehrer
- Amaral, Francisco do Borja Pereira do (1898–1989), brasilianischer Geistlicher und römisch-katholischer Bischof von Taubaté
- Amaral, Francisco Joaquim Ferreira do (1843–1923), portugiesischer Militär und Politiker, Regierungschef
- Amaral, Francisco Keil do (1910–1975), portugiesischer Architekt
- Amaral, Francisco Xavier do (1937–2012), osttimoresischer Politiker
- Amaral, Gaia Bermani (* 1980), brasilianisch-italienische Schauspielerin, Model und Fernsehmoderatorin
- Amaral, Ilídio do (1926–2017), portugiesischer Geograph
- Amaral, Joana Veneranda, osttimoresische Diplomatin
- Amaral, Joaquim (* 1968), osttimoresischer Diplomat und Politiker
- Amaral, Joaquim Bonifácio do (1815–1884), brasilianischer Kaffeeproduzent und Politiker
- Amaral, Leão Pedro dos Reis (1917–2008), osttimoresischer Politiker
- Amaral, Marina (* 1994), brasilianische Coloristin
- Amaral, Marlúcia do (* 1977), brasilianisch-deutsche Tänzerin und Tanzpädagogin
- Amaral, Miguel (* 1954), portugiesischer Unternehmer und Autorennfahrer
- Amaral, Moisés da Costa (1938–1989), osttimoresischer Politiker
- Amaral, Norberto do (* 1956), osttimoresischer Geistlicher, Bischof von Maliana in Osttimor
- Amaral, Olga de (* 1932), kolumbianische Malerin und Textilkünstlerin
- Amaral, Ovídio (1958–2014), osttimoresischer Politiker und Diplomat
- Amaral, Paulo (1923–2008), brasilianischer Fußballspieler und -trainer
- Amaral, Rodrigo (* 1997), uruguayischer Fußballspieler
- Amaral, Saul Salvador (* 1986), osttimoresischer Politiker
- Amaral, Tabata (* 1993), brasilianische Astrophysikerin, Bildungsaktivistin und Politikerin
- Amaral, Tarsila do (1886–1973), brasilianische Malerin und Mitbegründerin der Antropophagie-BewegungTarsila do Amaral (1886–1973)

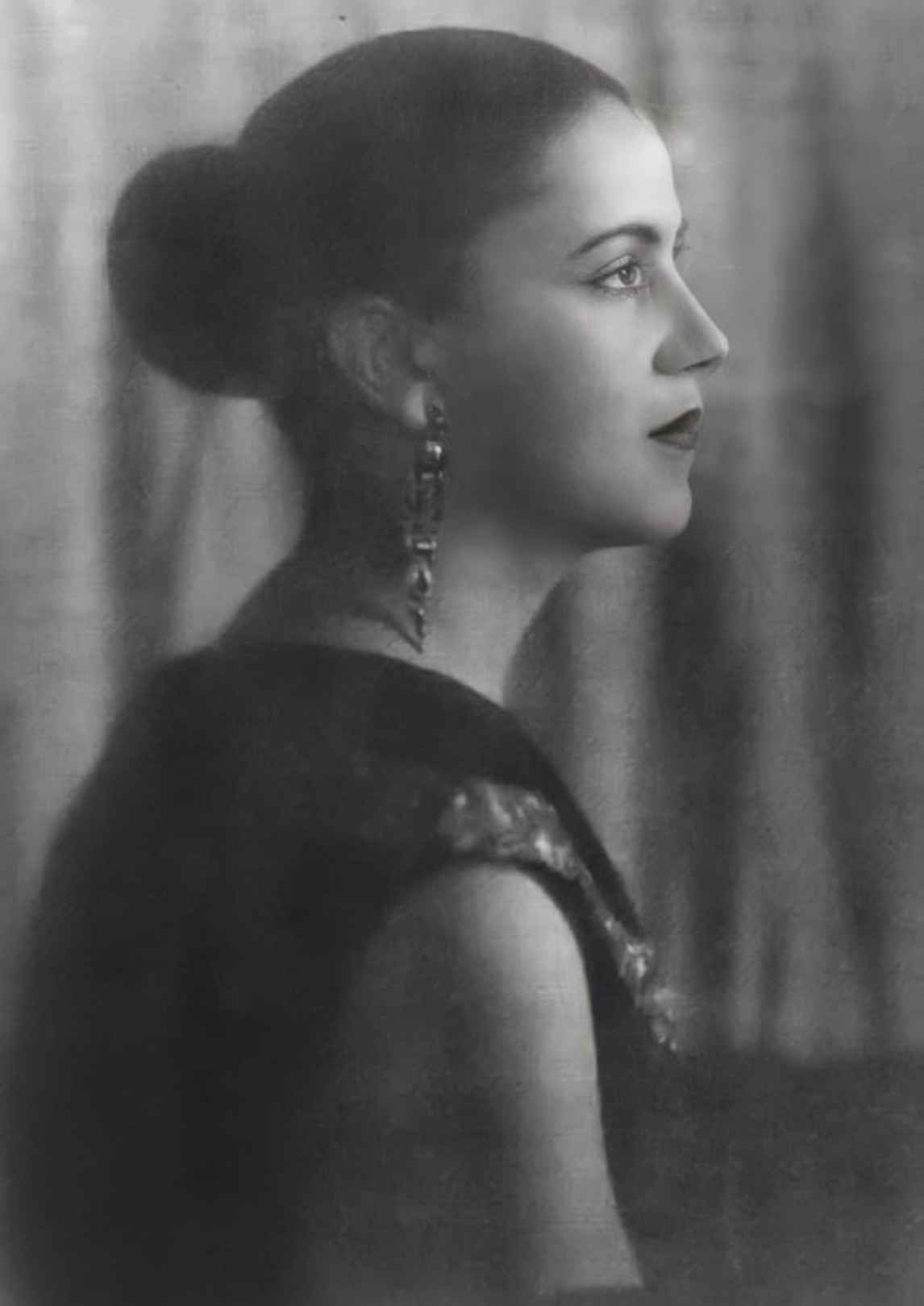
Tarsila do Amaral (1886–1973)

- Amaral, Teresa da Conceição (* 1969), osttimoresische Politikerin
- Amarante, Alfonso V. (* 1970), italienischer Ordensgeistlicher und Theologe, Rektor der Päpstlichen Lateranuniversität, Titularerzbischof
- Amarante, Catello (* 1979), italienischer Ruderer
- Amarante, José Alberto Albano do (1935–1981), brasilianischer Elektroingenieur und Physiker
- Amarantos von Alexandria, griechischer Grammatiker
- Amarasekara, Prasanna (* 1981), sri-lankischer Leichtathlet
- Amarasingam, Amarnath (* 1982), kanadischer Extremismusforscher
- Amarasiri, Sirisena (1925–2007), sri-lankischer Politiker, Abgeordneter, Gouverneur und Minister
- Amarasuriya, Harini (* 1970), sri-lankische Wissenschaftlerin, Aktivistin und PolitikerinHarini Amarasuriya (* 1970)

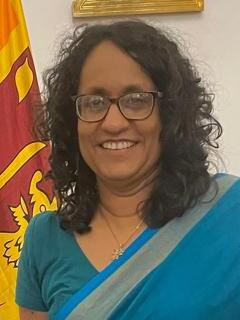
Harini Amarasuriya (* 1970)

- Amaratunga, John (* 1940), sri-lankischer Politiker
- Amărăzeanu, Gabriel (1971–2006), rumänischer Fußballspieler
- Amarbayasgalangiin, Saikhanchuluun (* 1996), mongolischer Fußballtorhüter
- Amarcius, Sextus, mittellateinischer Dichter
- Amardeilh, Daniel (* 1959), französischer Radrennfahrer
- Amardschargal, Rintschinnjamyn (* 1961), mongolischer Politiker
- Amardschargal, Tserendordschiin (* 1964), mongolischer Boxer
- Amare, Girmaw (* 1987), israelischer Leichtathlet
- Amare, Hailemariyam (* 1997), äthiopischer Leichtathlet
- Amare, Samsom (* 1994), eritreischer Langstreckenläufer
- Amarel, Saul (1928–2002), israelisch-US-amerikanischer Informatiker
- Amarell, Stephanie (* 1996), deutsche Schauspielerin
- Amarelle, Cesla (* 1973), Schweizer Politikerin (SP)
- Amargant, Marc (* 1976), spanischer Handballspieler und -trainer
- Amargo, Rafael (* 1975), spanischer Flamenco-Tänzer und Choreograf
- Amargós i Samaranch, Josep (1849–1918), spanischer Architekt des katalanischen Modernismus
- Amargós, Joan Albert (* 1950), spanischer Dirigent und Komponist
- Amari, Akira (* 1949), japanischer Politiker
- Amari, Carolina (1866–1942), italienische Textilkünstlerin und Schulleiterin
- Amari, Giacomo († 1997), US-amerikanischer Mobster
- Amari, Giuseppe (1916–2004), italienischer Geistlicher, katholischer Bischof von Verona
- Amari, Michele (1806–1889), sizilianischer Orientalist und Politiker
- Amari, Mustapha (* 1994), deutscher Fußballspieler
- Amari, Shun’ichi (* 1936), japanischer Forscher auf dem Gebiet der Computer- und der Neurowissenschaft
- Amari, Torayasu (1498–1548), Samurai der Sengoku-Zeit
- Amariei, Ilinca (* 2002), rumänische Tennisspielerin
- Amarijo, Juvenal (1923–2009), brasilianischer Fußballspieler
- Amarikwa, Quincy (* 1987), US-amerikanischer Fußballspieler
- Amarildo (* 1939), brasilianischer Fußballspieler und Fußballtrainer
- Amarildo (* 1999), brasilianischer Fußballspieler
- Amarilis, peruanische Dichterin
- Amarilla, Carlos (* 1970), paraguayischer Fußballschiedsrichter
- Amarilla, Celeste (* 1964), paraguayische Politikerin, Mitglied der Abgeordnetenkammer und Senatorin
- Amarilla, Ever (* 1984), paraguayischer Fußballspieler
- Amarilla, Fatima (* 1995), paraguayische Hürdenläuferin
- Amarilla, Florencio (1935–2012), paraguayischer Fußballspieler und Schauspieler
- Amarilla, Juan (* 2002), argentinischer Speerwerfer
- Amarilla, Líder (* 1977), paraguayischer Politiker, Senator
- Amarilla, Raúl Vicente (* 1960), paraguayischer Fußballspieler und -trainer
- Amarindra (1737–1826), thailändische Königin, Gemahlin von König Rama I.
- Amarnath, Lala (1911–2000), indischer Cricketspieler und Mannschaftskapitän der indischen Nationalmannschaft
- Amaro Varela, Amancio (1939–2023), spanischer Fußballspieler und FußballtrainerAmancio Amaro Varela (1939–2023)

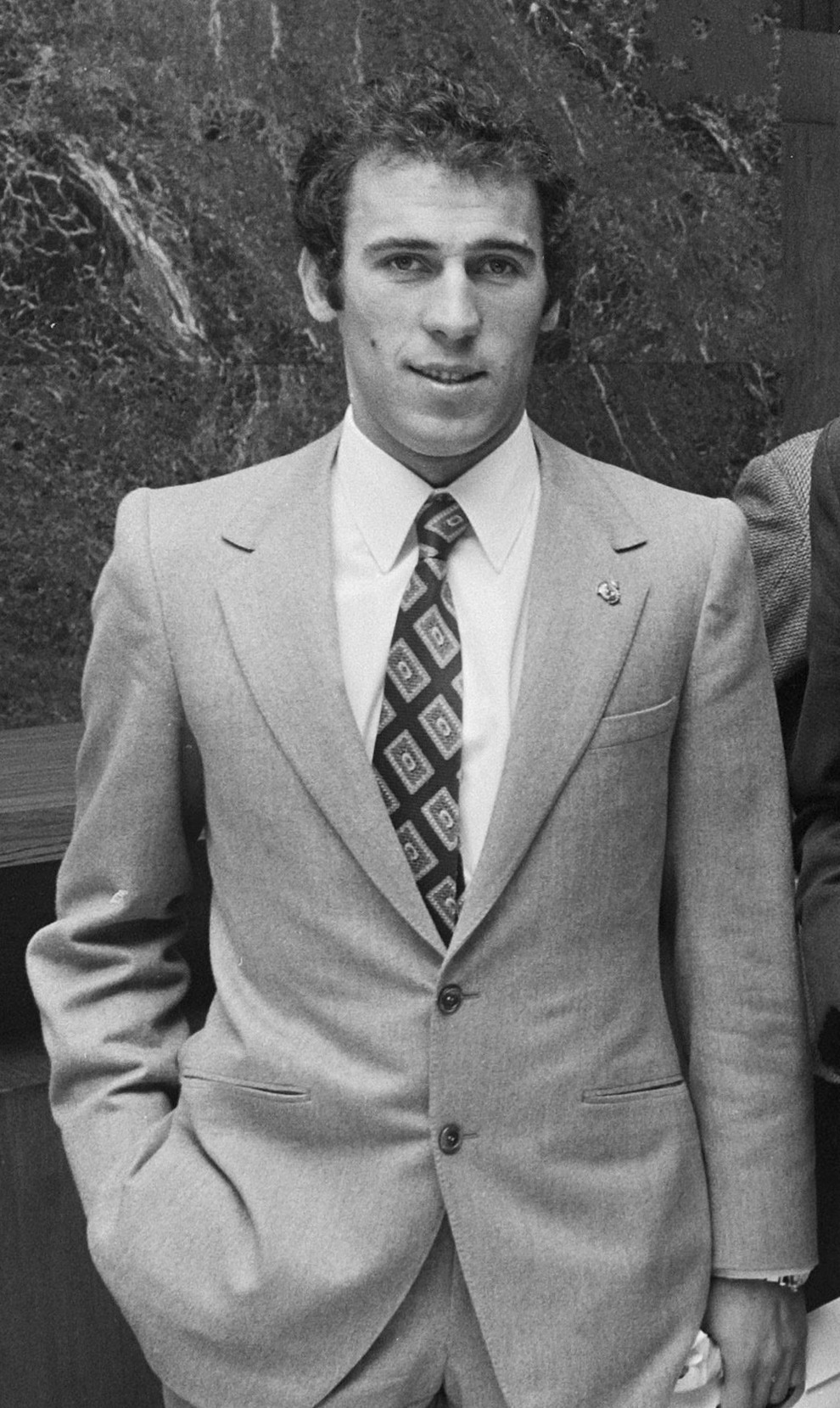
Amancio Amaro Varela (1939–2023)

- Amaro, Alexandra (* 1972), brasilianische Kugelstoßerin und Diskuswerferin
- Amaro, Álvaro (* 1953), portugiesischer Wirtschaftswissenschaftler und Politiker (PSD), MdEP
- Amaro, André (* 2002), portugiesischer Fußballspieler
- Amaro, César (1948–2012), uruguayischer Gitarrist
- Amaro, Halli (* 1993), US-amerikanische Volleyballspielerin
- Amaro, Juan Justo (1930–2020), uruguayischer Politiker
- Amaro, Kalyl (* 1998), französische Sprinterin
- Amaro, Melanie (* 1992), Pop- und Soulsängerin von den Britischen Jungferninseln
- Amaro, Victor (* 1987), brasilianischer Fußballspieler
- Amarque, Tom (* 1974), deutscher Autor
- Amarsaichan, Baldschinnjamyn (* 1977), mongolischer Schauspieler und Produzent
- Amarsanaa (1720–1757), Dschungaren-Fürst
- Amartey, Daniel (* 1994), ghanaischer Fußballspieler
- Amartey, Prince (1944–2022), ghanaischer Boxer
- Amaru, indischer Dichter
- Amaru Topa Inka, Mitherrscher über das Inkareich

### Amas
- Aʿmasch, al-, Koran-Leser und Hadith-Überlieferer
- Amaschukeli, Elgudscha (1928–2002), georgischer Bildhauer und Maler
- Amaschukeli, Nika (* 1994), georgischer Rugby-Union-Schiedsrichter
- Amash, Justin (* 1980), US-amerikanischer Politiker
- Amasheh, Raja (* 1982), deutsche Boxerin und Kickboxerin
- Amasis, griechischer Töpfer
- Amasis († 526 v. Chr.), ägyptischer Pharao
- Amasis-Maler, griechischer Vasenmaler des schwarzfigurigen Stils
- Amastris (Tochter des Artaxerxes), achämenidische Prinzessin
- Amastris (Tochter des Dareios II.), achämenidische Prinzessin
- Amastris († 284 v. Chr.), Tochter des Oxyathres, Gattin des Krateros, Dionysios von Herakleia und Lysimachos

### Amat
- Amat de Graveson, Ignace Hyacinthe (1670–1733), französischer Theologe
- Amat di San Filippo e Sorso, Luigi (1796–1878), italienischer Geistlicher, Kardinal der römisch-katholischen Kirche
- Amat di San Filippo, Pietro (1822–1895), italienischer Geograph, Historiker und Bibliograf
- Amat Durán, Jaime (* 1970), spanischer Hockeyspieler
- Amat i de Junyent, Manuel d’ († 1782), spanischer Vizekönig in Peru
- Amat, Francisco (* 1943), spanischer Hockeyspieler
- Amat, Henri (1813–1891), französischer Politiker
- Amat, Ismail (1935–2018), uigurischer Politiker der Volksrepublik China
- Amat, Jaime (1941–2020), spanischer Hockeyspieler
- Amat, Jean-Charles Roman d’ (1887–1976), französischer Archivar und Paläograf
- Amat, Jean-Pierre (* 1962), französischer Sportschütze
- Amat, Jordi (* 1992), spanischer Fußballspieler
- Amat, Juan (1946–2022), spanischer Hockeyspieler
- Amat, Juan Carlos (1572–1642), spanischer Musiker und Arzt
- Amat, Kiko (* 1971), spanischer Journalist und Schriftsteller
- Amat, Nuria (* 1950), spanische Schriftstellerin
- Amat, Pedro (* 1940), spanischer Hockeyspieler
- Amat, Pol (* 1978), spanischer Hockeyspieler
- Amat, Santiago (1887–1982), spanischer Segler
- Amat-mamu, Schreiberin
- Amat-Šamaš, Nadītum
- Amata, Agatha (* 1969), nigerianische Medienunternehmerin, Fernsehmoderatorin und Talkshow-Moderatorin
- Amata, Akitsugu (1927–2013), japanischer Schwertschmied und lebender Nationalschatz
- Amata, Doreen (* 1988), nigerianische Hochspringerin
- Amata, Fred (* 1963), nigerianischer Schauspieler, Produzent und Regisseur
- Amata, Gaetano (* 1912), italienischer Filmschaffender
- Amateau, Albert Jean (1889–1996), türkischer Rabbi, Geschäftsmann, Rechtsanwalt und sozialer Aktivist
- Amateau, Rod (1923–2003), US-amerikanischer Filmregisseur, Filmproduzent und Drehbuchautor
- Amateis, Edmond Romulus (1897–1981), US-amerikanischer Bildhauer und Lehrer
- Amathieu, Michel (* 1955), französischer Kameramann
- Amathila, Ben (* 1938), namibischer Politiker
- Amathila, Libertina (* 1940), namibische Politikerin; Vizepremierministerin (2005–2010)
- Amati Sas, Silvia (* 1930), argentinisch-schweizerisch-italienische Psychoanalytikerin
- Amati, Aldo (* 1958), italienischer Diplomat
- Amati, Andrea, italienischer Geigenbauer, Begründer der Amati-Dynastie
- Amati, Antonio († 1607), italienischer Geigenbauer
- Amati, Carlo (1776–1852), italienischer Architekt
- Amati, Daniele (* 1931), italienischer theoretischer Teilchenphysiker
- Amati, Edmondo (1920–2002), italienischer Filmproduzent
- Amati, Giacinto (1778–1850), italienischer katholischer Theologe und Reiseschriftsteller
- Amati, Giovanna (* 1959), italienische Automobilrennfahrer
- Amati, Girolamo (1768–1834), italienischer klassischer Philologe, Gräzist, Epigraphiker, Paläograph und Handschriftenkundler
- Amati, Nicola (1596–1684), italienischer GeigenbauerNicola Amati (1596–1684)

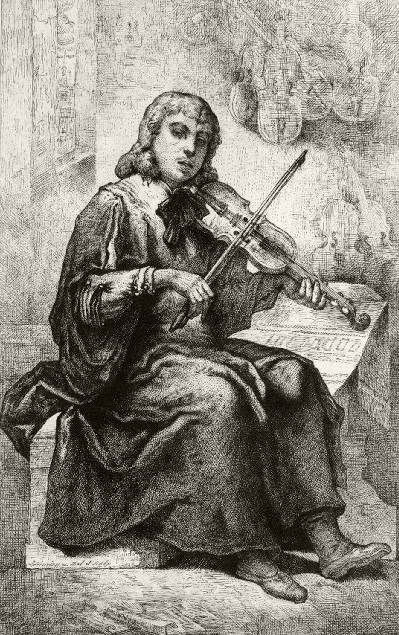
Nicola Amati (1596–1684)

- Amato Lusitano (1511–1568), portugiesisch-jüdischer Arzt und Botaniker
- Amato, Angelo (1938–2024), italienischer Geistlicher, Kurienkardinal
- Amato, Anthony (1920–2011), US-amerikanischer Opernleiter
- Amato, Dennis (* 1980), deutscher Fußballtrainer
- Amato, Filippo de (1680–1732), italienischer Geistlicher, römisch-katholischer Bischof von Umbriatico
- Amato, Gerardo (* 1952), italienischer Schauspieler
- Amato, Giacomo (1643–1732), italienischer Architekt
- Amato, Gian-Luca (* 1998), schweizerisch-italienischer Unihockeyspieler
- Amato, Giovanni Angelo, italienischer Maler
- Amato, Giovanni Antonio il Vecchio, italienischer Maler
- Amato, Giuliano (* 1938), italienischer Politiker, Mitglied der camera, Mitglied des Senato della RepubblicaGiuliano Amato (* 1938)

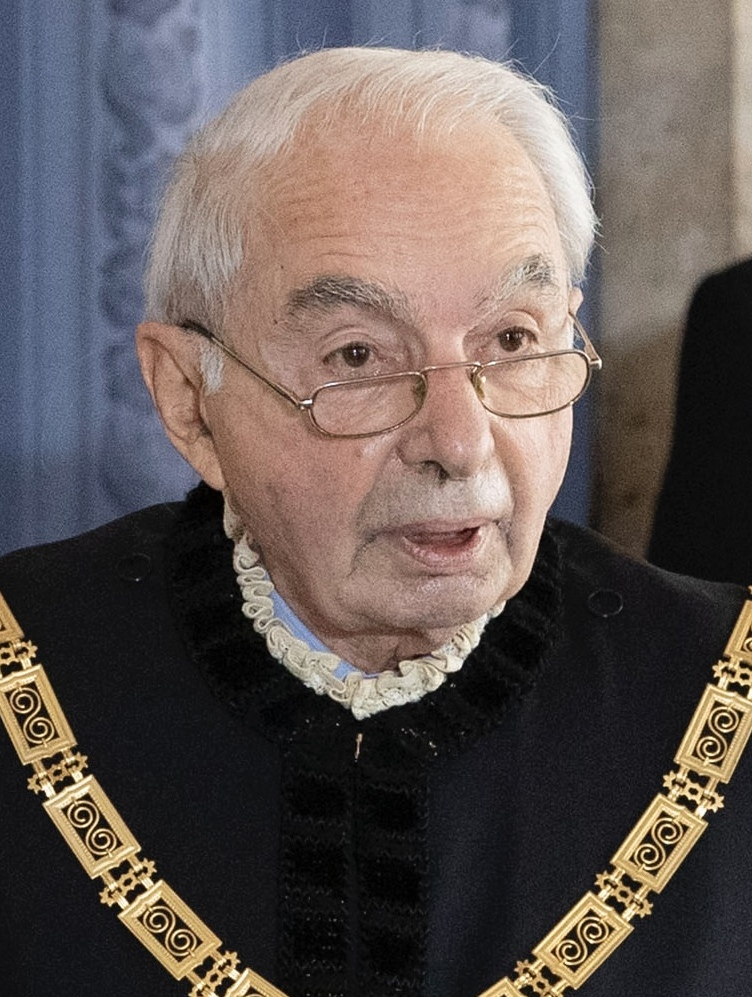
Giuliano Amato (* 1938)

- Amato, Giuseppe (1899–1964), italienischer Filmregisseur
- Amato, Lou (* 1963), australischer Politiker, Mitglied des Parlaments von New South Wales
- Amato, Luca (* 1996), deutscher Motorradrennfahrer
- Amato, Nancy M., US-amerikanische Informatikerin und Hochschullehrerin
- Amato, Neusa (1926–2015), brasilianische Physikerin
- Amato, Paolo (1634–1714), italienischer Architekt
- Amato, Pasquale (1878–1942), italienischer Opernsänger (Bariton) und Gesangspädagoge
- Amato, Sally (1917–2000), US-amerikanische Sängerin und Schauspielerin
- Amato, Serena (* 1974), argentinische Seglerin
- Amato, Vincenzo (1629–1670), italienischer Kapellmeister und Komponist des Barock
- Amato, Vincenzo (* 1966), italienischer Schauspieler und Bildhauer
- Amatosero, Susanne (* 1952), deutsche Malerin, Theater- und Hörspielautorin und Regisseurin
- Amatriain, Alicia (* 1980), spanische Ballerina
- Amatuni, Susanna Babkenowna (1924–2010), armenisch-sowjetische Musikwissenschaftlerin
- Amatus von Montecassino, langobardischer Geschichtsschreiber
- Amatus von Sitten, Benediktinermönch, Abt und Bischof

### Amau
- Amaudruz, Benjamin von (1735–1797), preußischer Generalleutnant
- Amaudruz, Céline (* 1979), Schweizer Politikerin (SVP)Céline Amaudruz (* 1979)

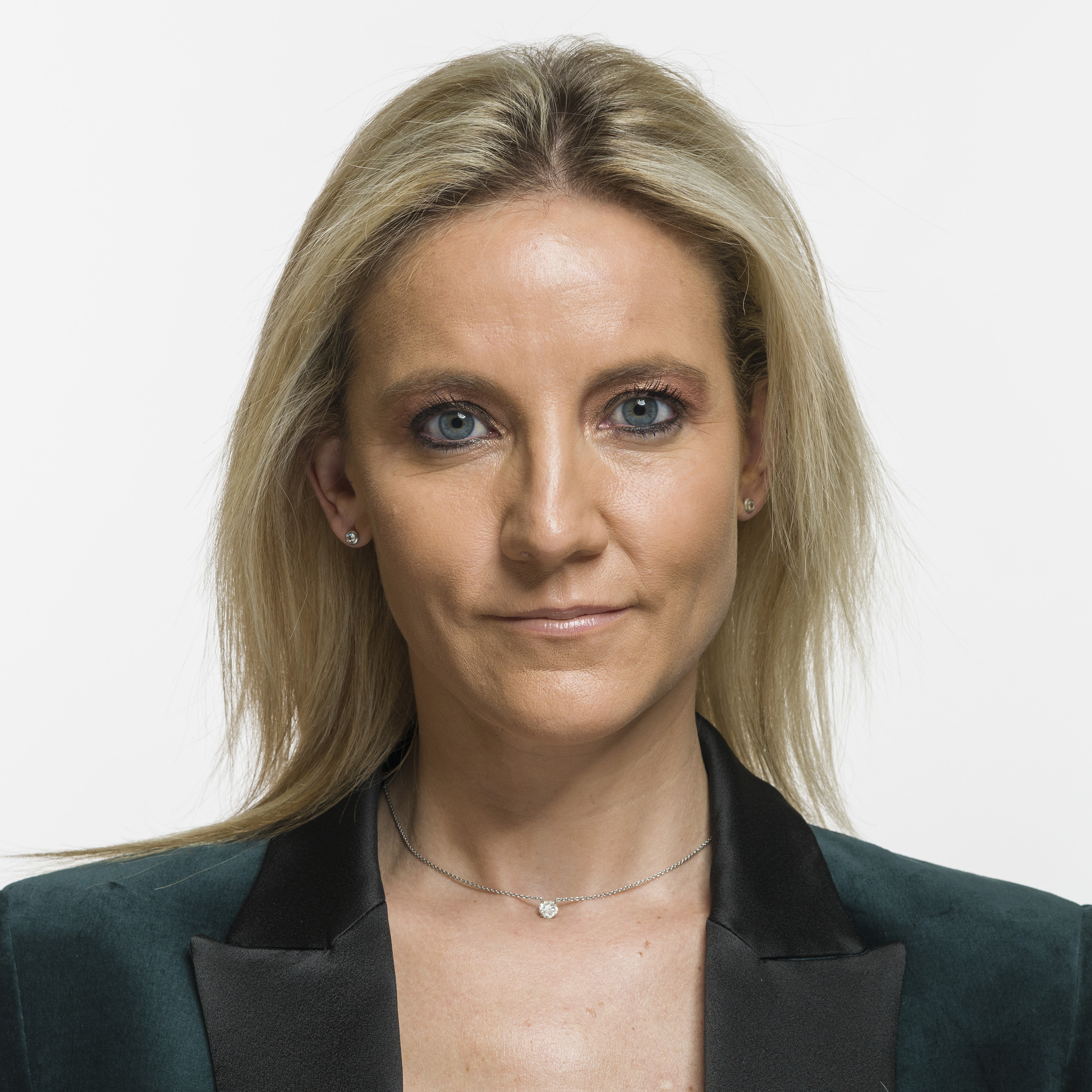
Céline Amaudruz (* 1979)

- Amaudruz, Gaston-Armand (1920–2018), Schweizer Publizist, Holocaustleugner
- Amauri (* 1980), brasilianisch-italienischer Fußballspieler
- Amaury de Sévérac († 1427), französischer Adliger, Marschall von Frankreich
- Amaury, Philippe (1940–2006), französischer Medienunternehmer
- Amaury-Duval, Eugène Emmanuel (1808–1885), französischer akademischer Maler

### Amav
- Amavi, Jordan (* 1994), französischer Fußballspieler
- Amavia, Daniela (* 1966), griechische Schauspielerin
- Amavisca, José Emilio (* 1971), spanischer Fußballspieler

### Amay
- Amaya, Ariel, argentinischer Fußballspieler
- Amaya, Carmen († 1963), spanische Flamenco-Sängerin und -TänzerinCarmen Amaya († 1963)

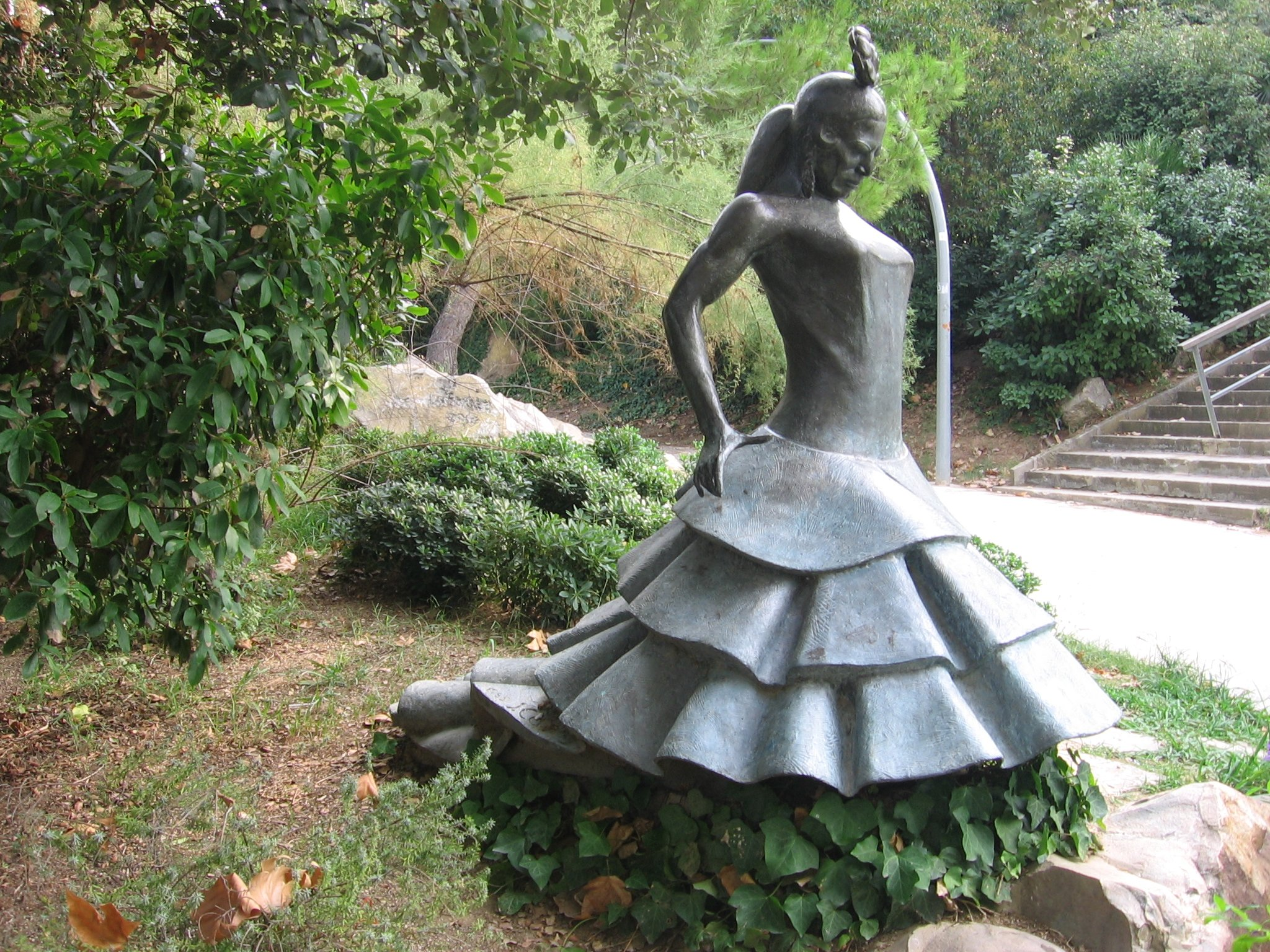
Carmen Amaya († 1963)

- Amaya, Efraín (* 1959), venezolanischer Komponist
- Amaya, Ezequiel (* 1978), argentinischer Fußballspieler
- Amaya, Jorge (* 1952), chilenischer Fußballspieler
- Amaya, Laura (* 1976), mexikanische Badmintonspielerin
- Amaya, Remedios (* 1962), spanische Flamenco-Sängerin
- Amaya, Victor (* 1954), US-amerikanischer Tennisspieler

### Amaz
- Amazawa, Taijirō (1936–2023), japanischer Dichter, Übersetzer und Literaturwissenschaftler
- Amazing Red (* 1982), puerto-ricanischer Wrestler
- Amazja, König von Juda
- Amazonas, João (1912–2002), brasilianischer Politiker (PCdoB) und Guerillakämpfer